# Musée des Beaux-Arts d'Arras
Pour les articles homonymes, voir Musée des beaux-arts.
Le musée des Beaux-Arts d'Arras, constitué en 1795 à partir des saisies révolutionnaires, est situé depuis 1825 dans l'ancienne abbaye Saint-Vaast à Arras (Pas-de-Calais, Hauts-de-France).

## Histoire du bâtiment

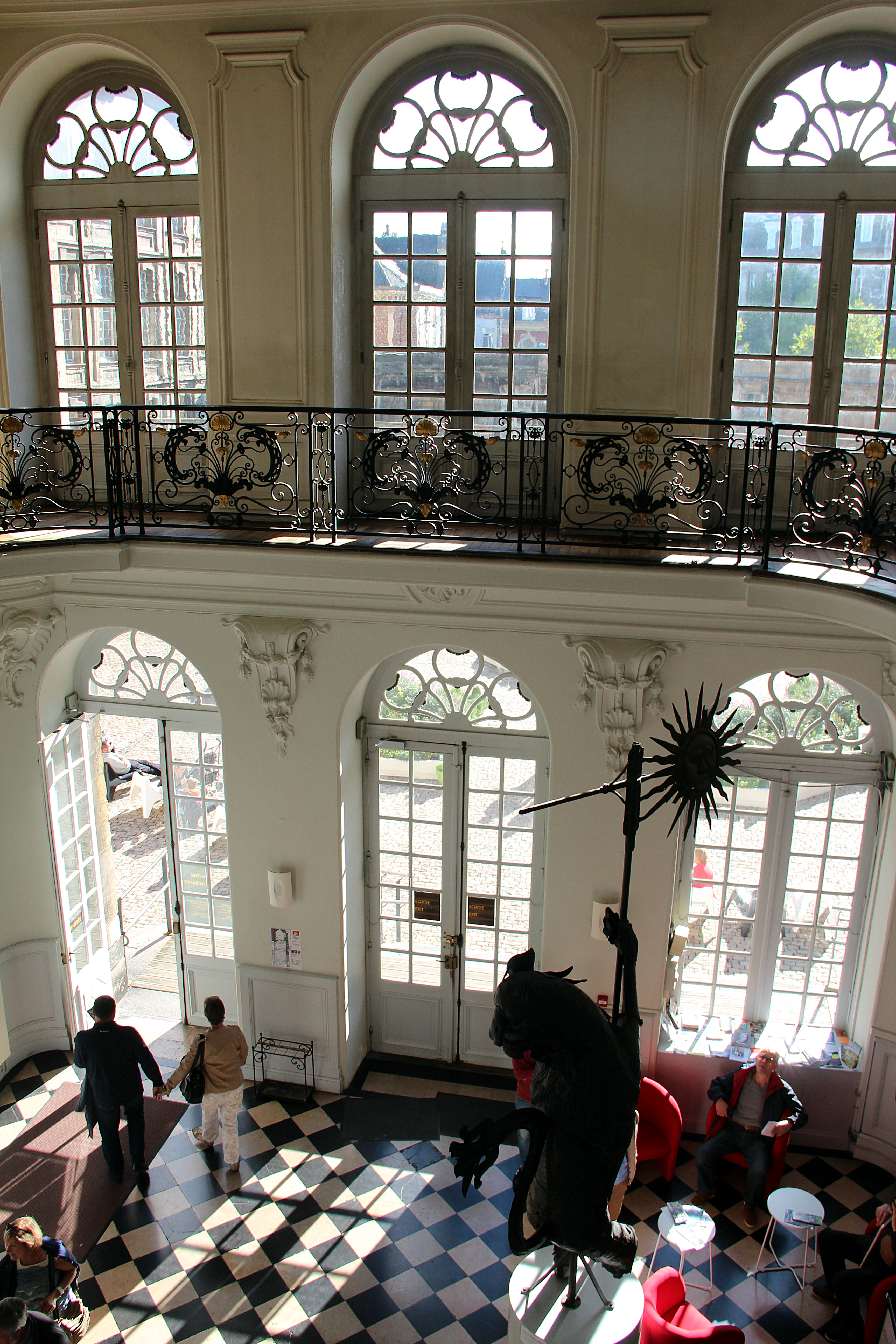
Vestibule du musée des Beaux-Arts.
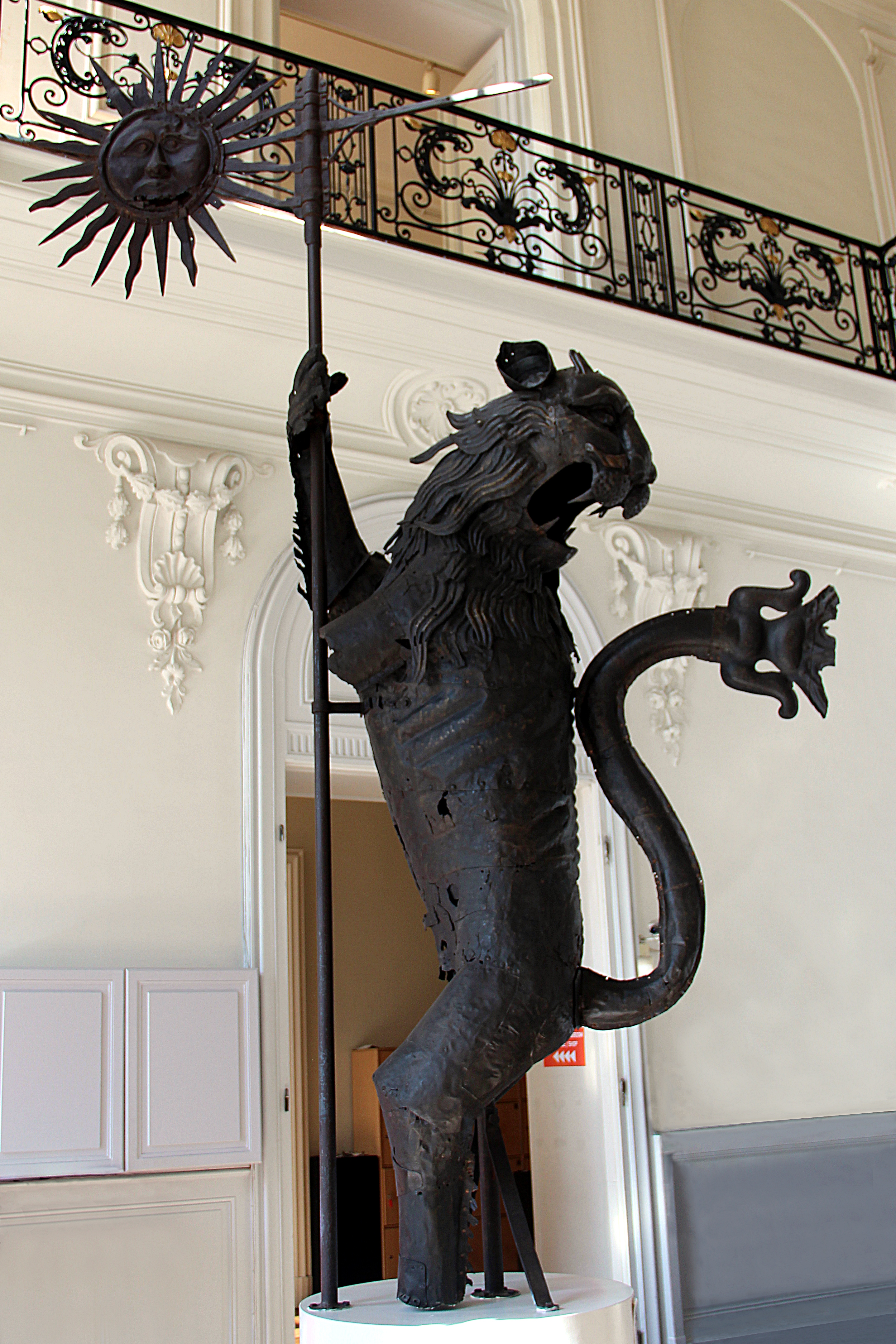
Ancienne girouette du beffroi conservée dans le vestibule d'entrée.
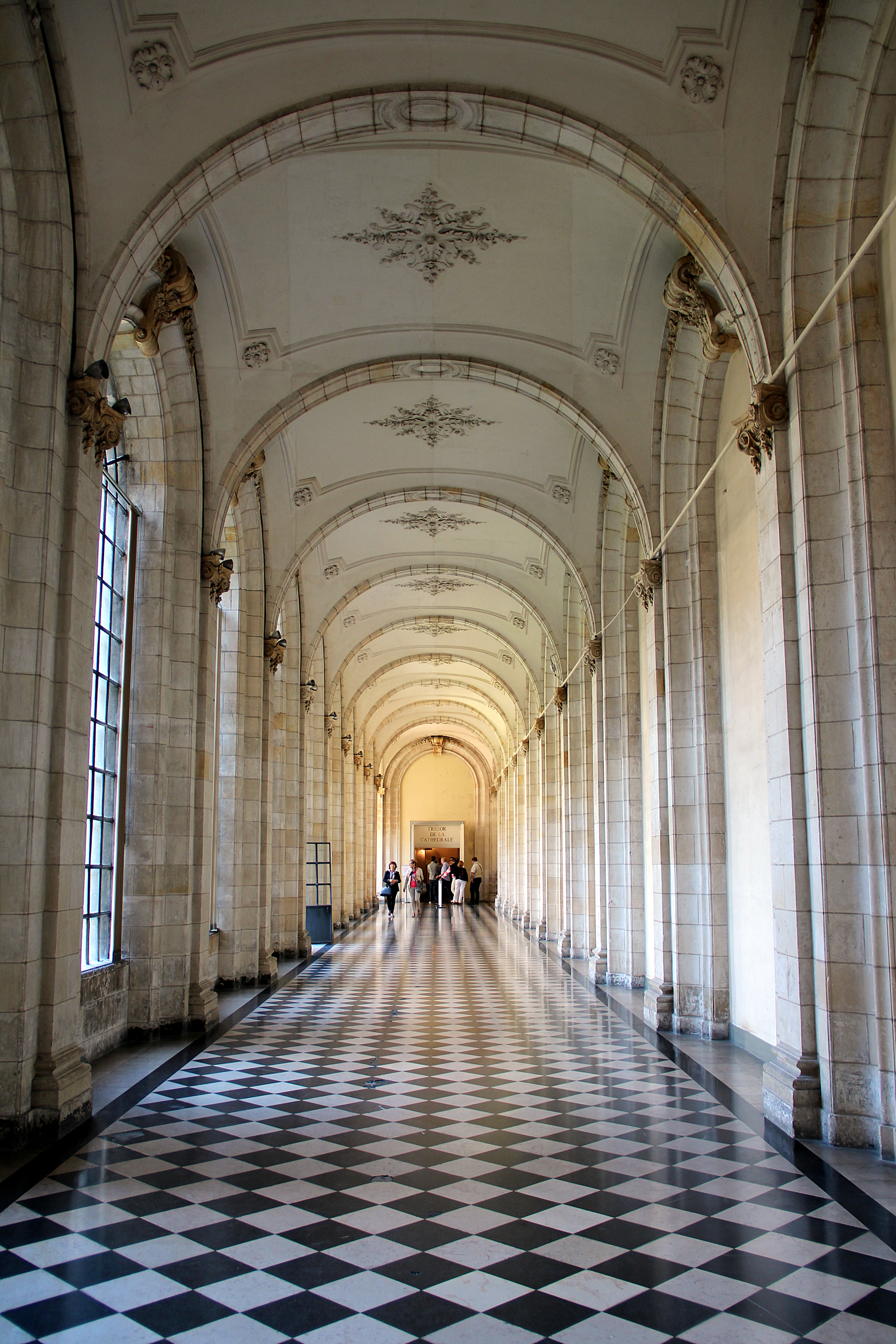
Couloir du cloître menant au musée des Beaux-Arts.
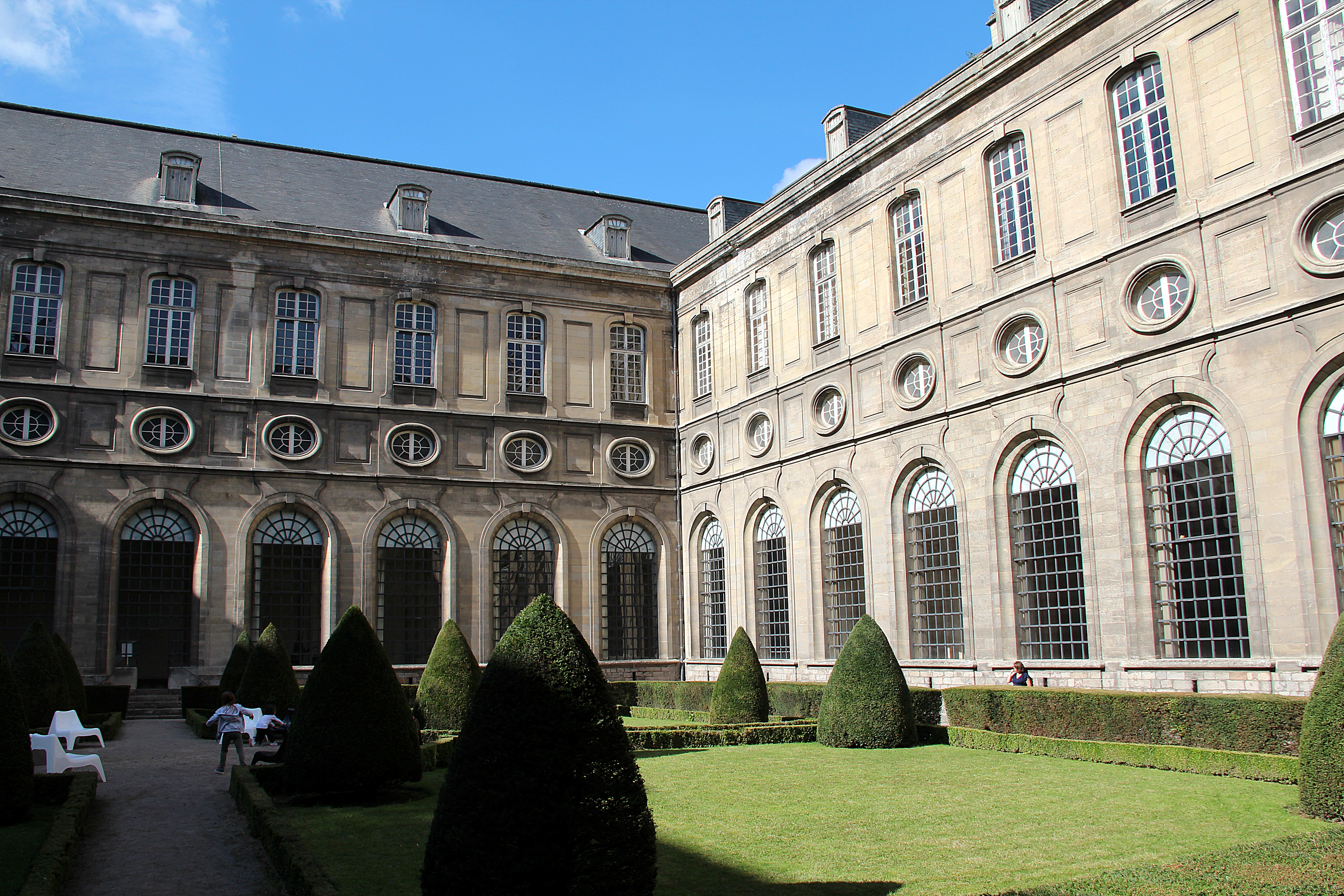
Jardin du cloître.
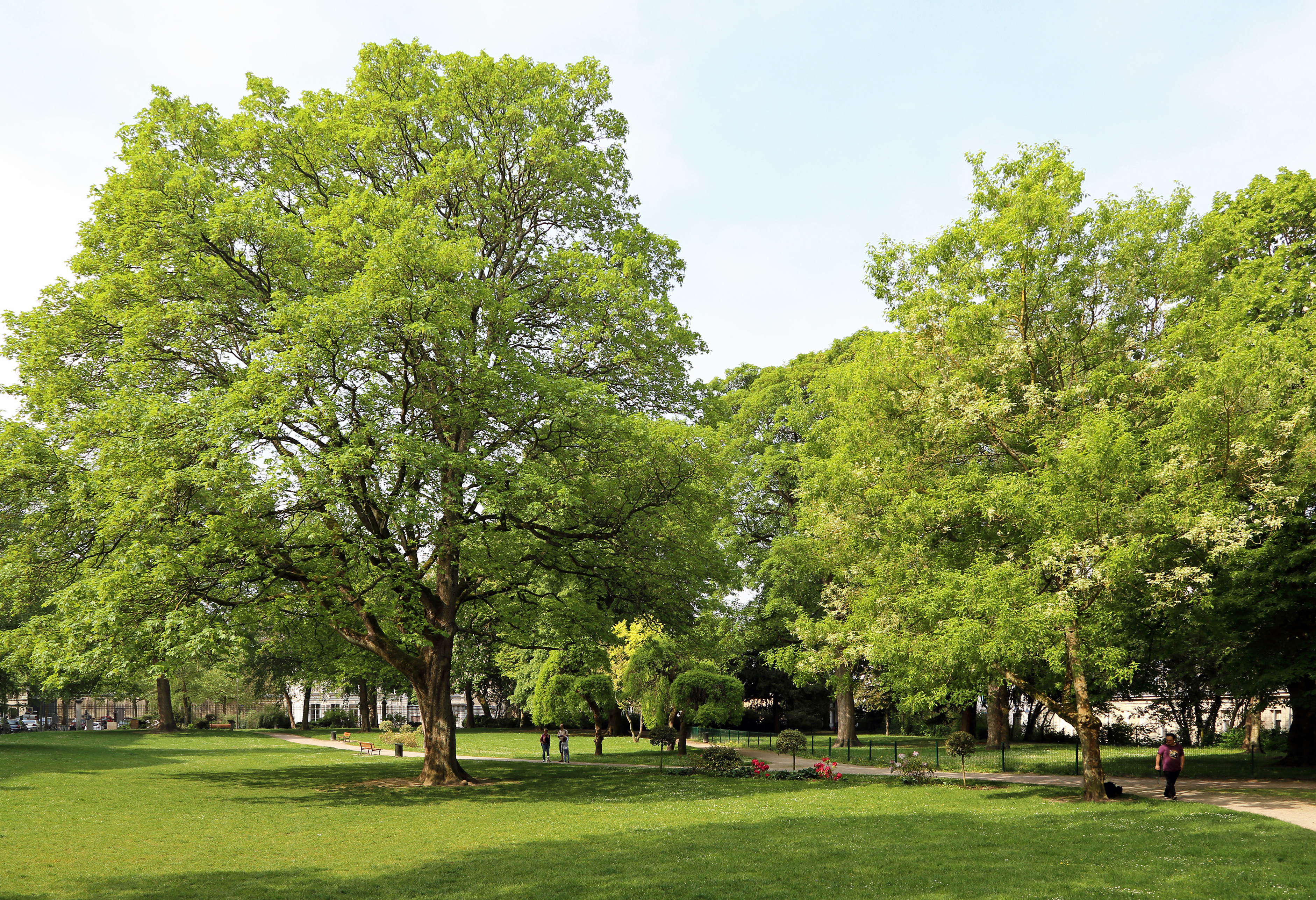
Le jardin de la Légion d'honneur, qui longe le musée.

## Les collections

### Peinture
On trouve dans la collection de peinture du musée des œuvres des écoles flamandes et hollandaises avec Jehan Bellegambe, Pieter Brueghel le Jeune, Peter Wtewael, Balthasar van der Ast, Paul Rubens, Gerard Seghers, Jacob van Es, Barent Fabritius, Nicolas Maes, et Gerbrand van den Eeckhout, de l'école italienne avec notamment Jacopo Bassano et les toiles de la série des Neuf muses de Giovanni Baglione ainsi que des peintures françaises d'artistes tels que Claude Vignon, Philippe de Champaigne, Gaspard Dughet, Jean Jouvenet, Sébastien Bourdon, Laurent de La Hyre, Charles Le Brun, Joseph Parrocel, Nicolas de Largillière, Jean-Baptiste Oudry, Carle Van Loo, Louis Joseph Watteau, Joseph-Marie Vien, Camille Corot, Théodore Rousseau, Théodore Chassériau, Eugène Delacroix, etc.
Voici quelques-unes des œuvres conservées :
- Mise au tombeau, Jan Cornelisz Vermeyen (v. 1510)
- Triptyque de l'Adoration de l’Enfant Jésus, Jehan Bellegambe, huile sur bois (1528)
- Saint François recevant les stigmates, Rubens, huile sur toile (1615)
- Présentation de la Vierge au temple, Philippe de Champaigne, huile sur toile (carton de tapisserie)
- La déploration du Christ, Aubin Vouet
- Mort de Caton, Charles Le Brun, huile sur toile (1646)
- La Mort des enfants de Bethel, Laurent de La Hyre (1653)
- L'Annonciation, Charles Poerson (années 1650)
- Saint Jean Prêchant dans le désert, Joseph Parrocel
- Achille partant au combat après la mort de Patrocle, huile sur toile, James Durno.
- Portrait d'une jeune femme, huile sur toile, Jacques Augustin Catherine Pajou, (1803).
- Disciples et saintes femmes relevant le corps de Saint Étienne pour l’ensevelir, Eugène Delacroix.
- Jeune fille pleurant sa colombe morte, Jeanne-Élisabeth Chaudet (1808), seule des dix peintures de l'artiste léguées au musée qui a échappé à la destruction de 1915[1]
- Saulaie à Sainte Catherine, près d'Arras, Camille Corot, (vers 1855)
- La Bénédiction des blés en Artois, Jules Breton, huile sur toile (1857)
- Un Mousquetaire, Jan Van Beers, huile sur toile (1874)
- César, Adolphe Yvon, huile sur toile (1875)
- La Glaneuse, Jules Breton, huile sur toile (1877)
- La Grand'Place d'Arras, un jour de marché, Charles Desavary, huile sur toile (1878)
- Le Peintre Désiré Dubois peignant en plein air, Constant Dutilleux, huile sur toile
- La Plage, Virginie Demont-Breton, huile sur toile (1883)[2]

Peinture française
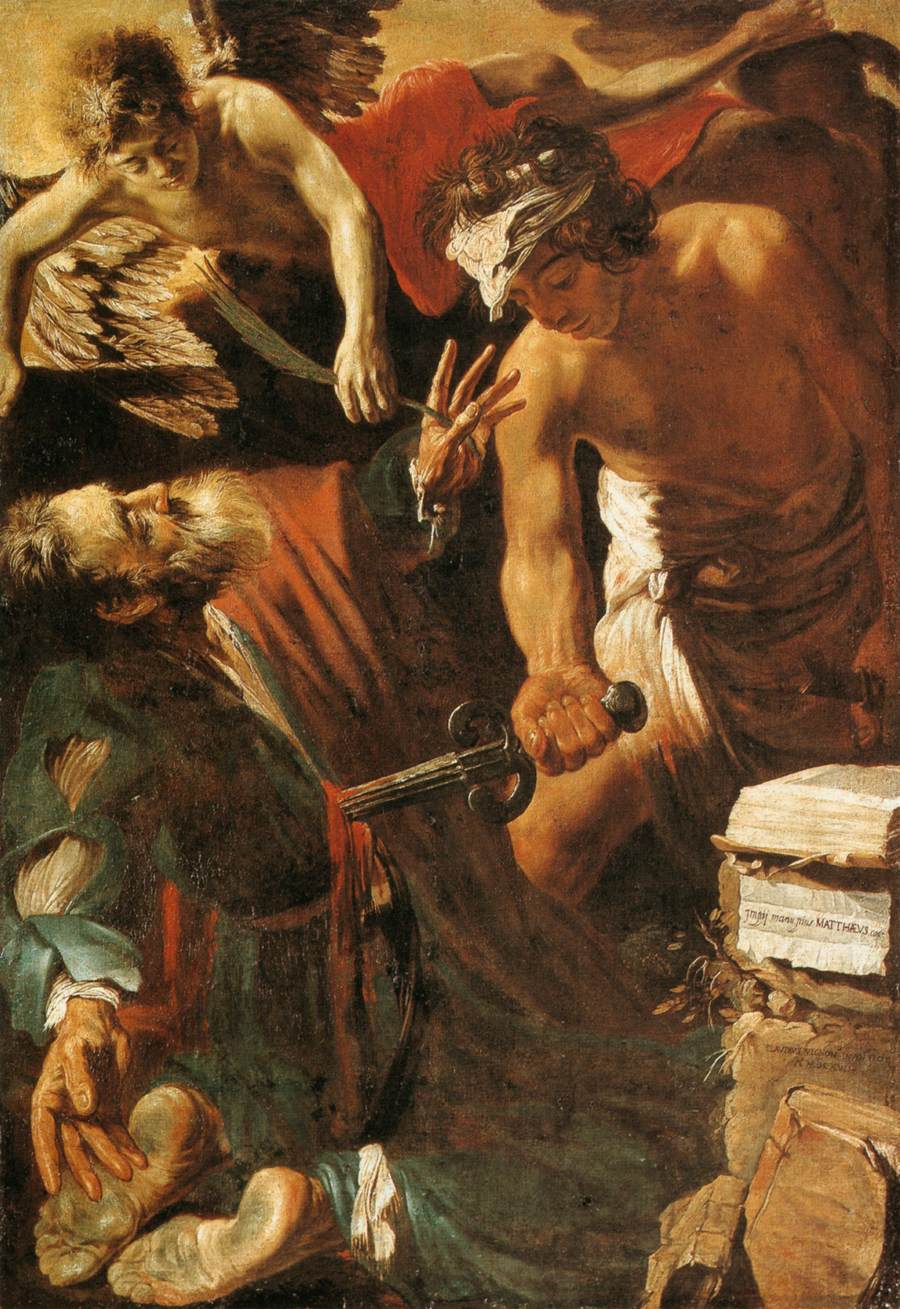
Martyre de saint Matthieu 1617 Claude Vignon
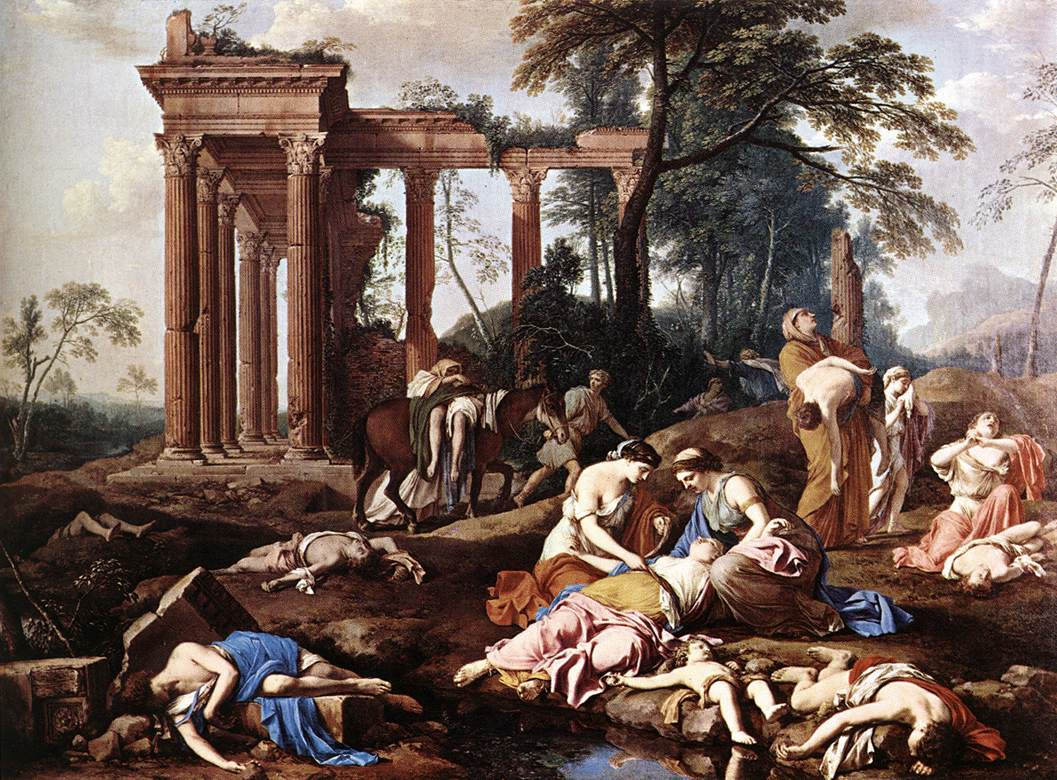
La Mort des enfants de Béthel 1653 Laurent de La Hyre
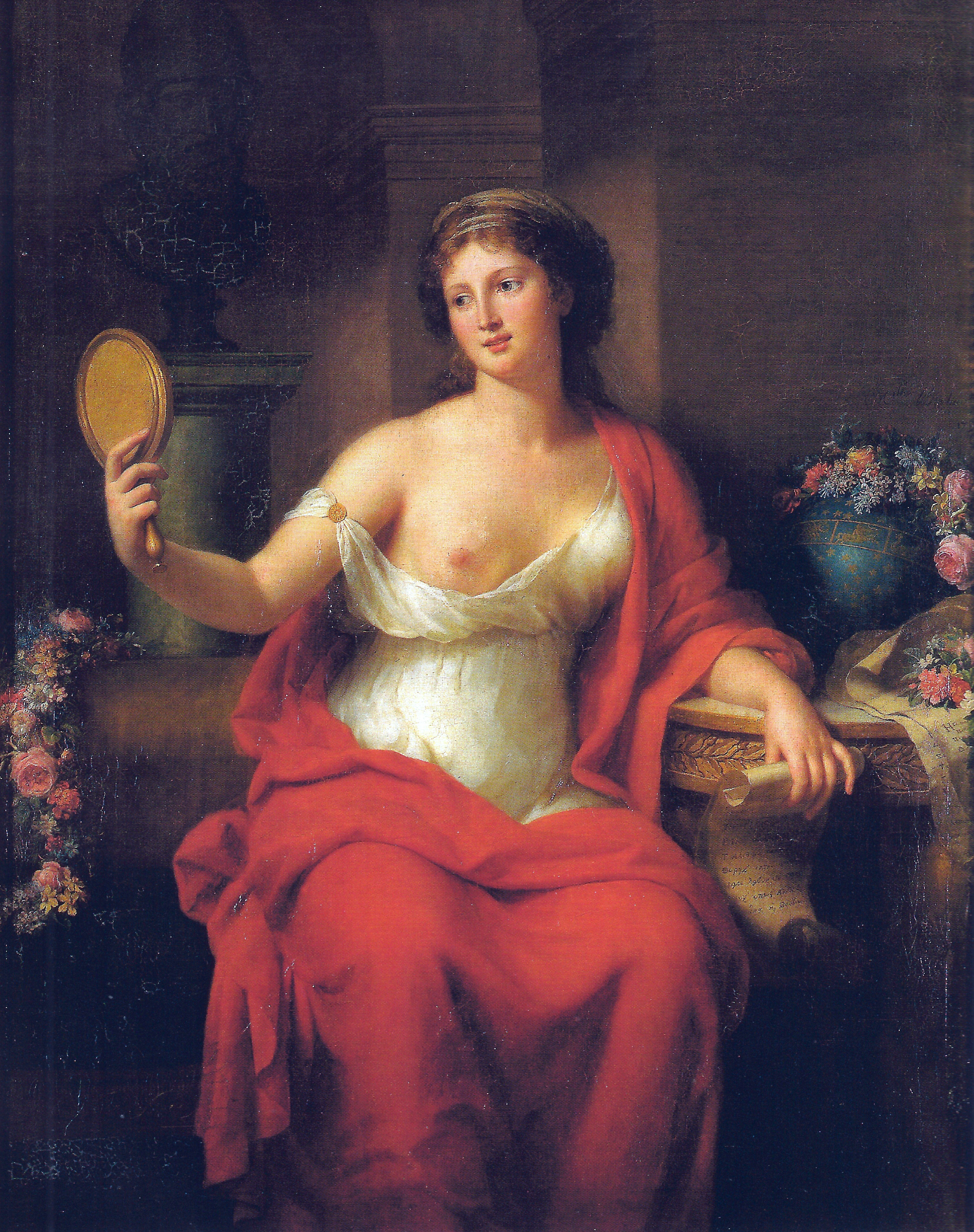
Autoportrait en Aspasie 1794 Marie-Geneviève Bouliard
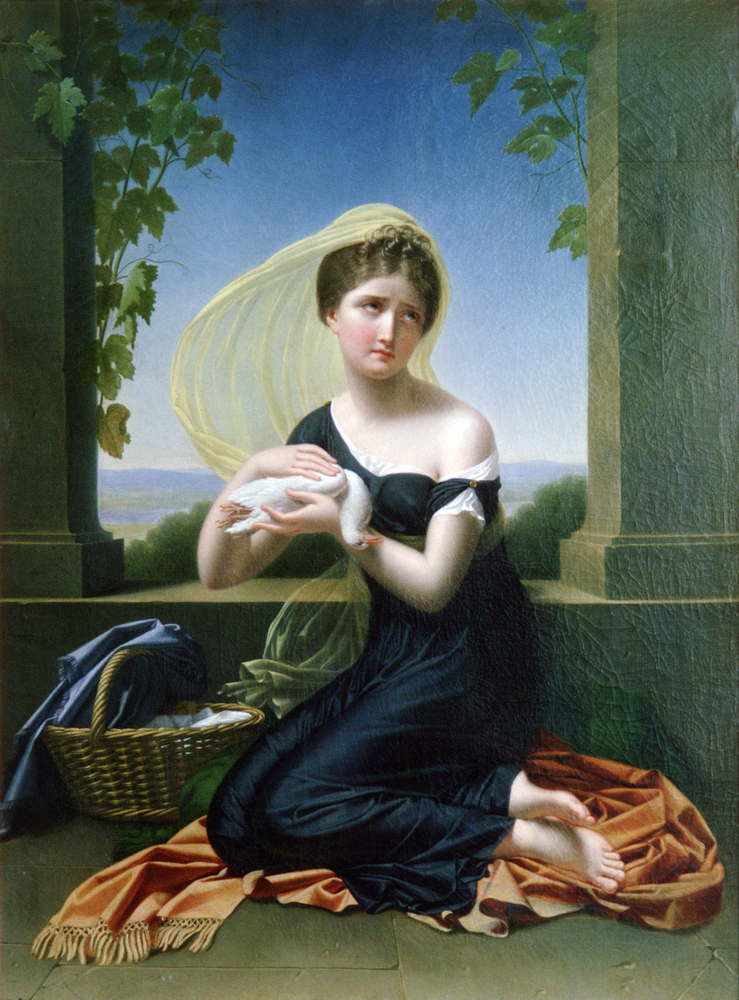
Jeune fille pleurant sa colombe morte, 1808, Jeanne-Élisabeth Chaudet
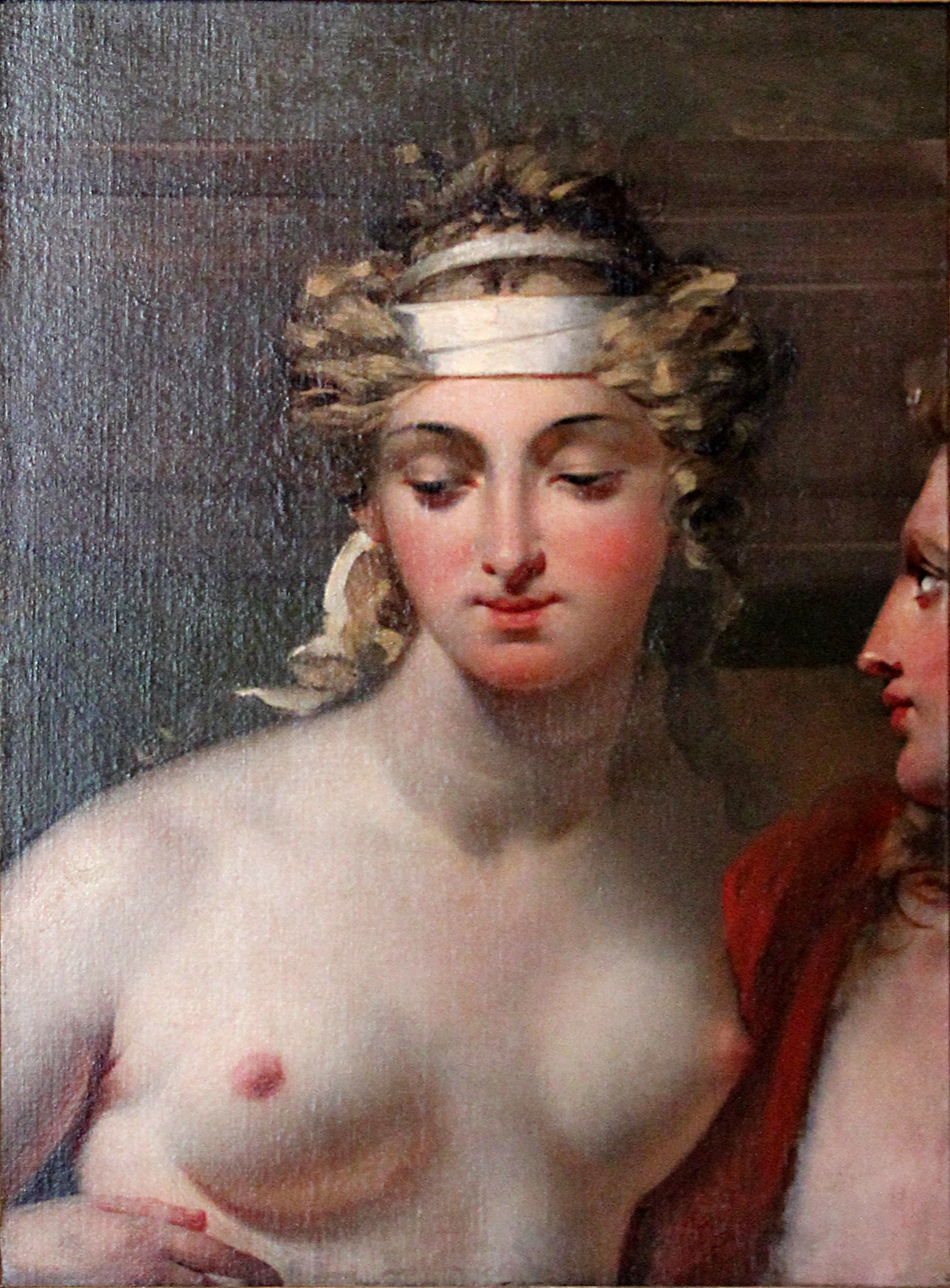
Hélène et Pâris XIXe siècle Antoine-Jean Gros
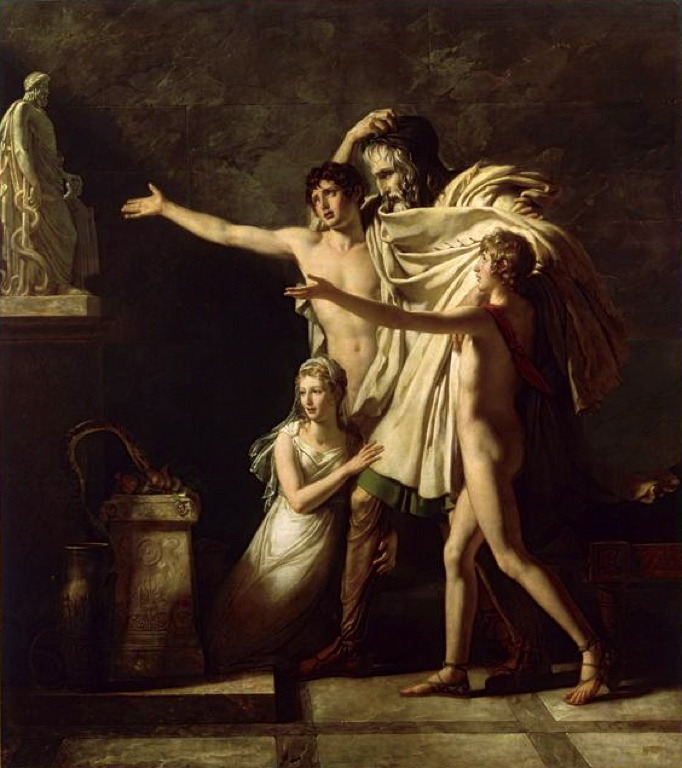
L'Offrande à Esculape 1803 Pierre-Narcisse Guérin
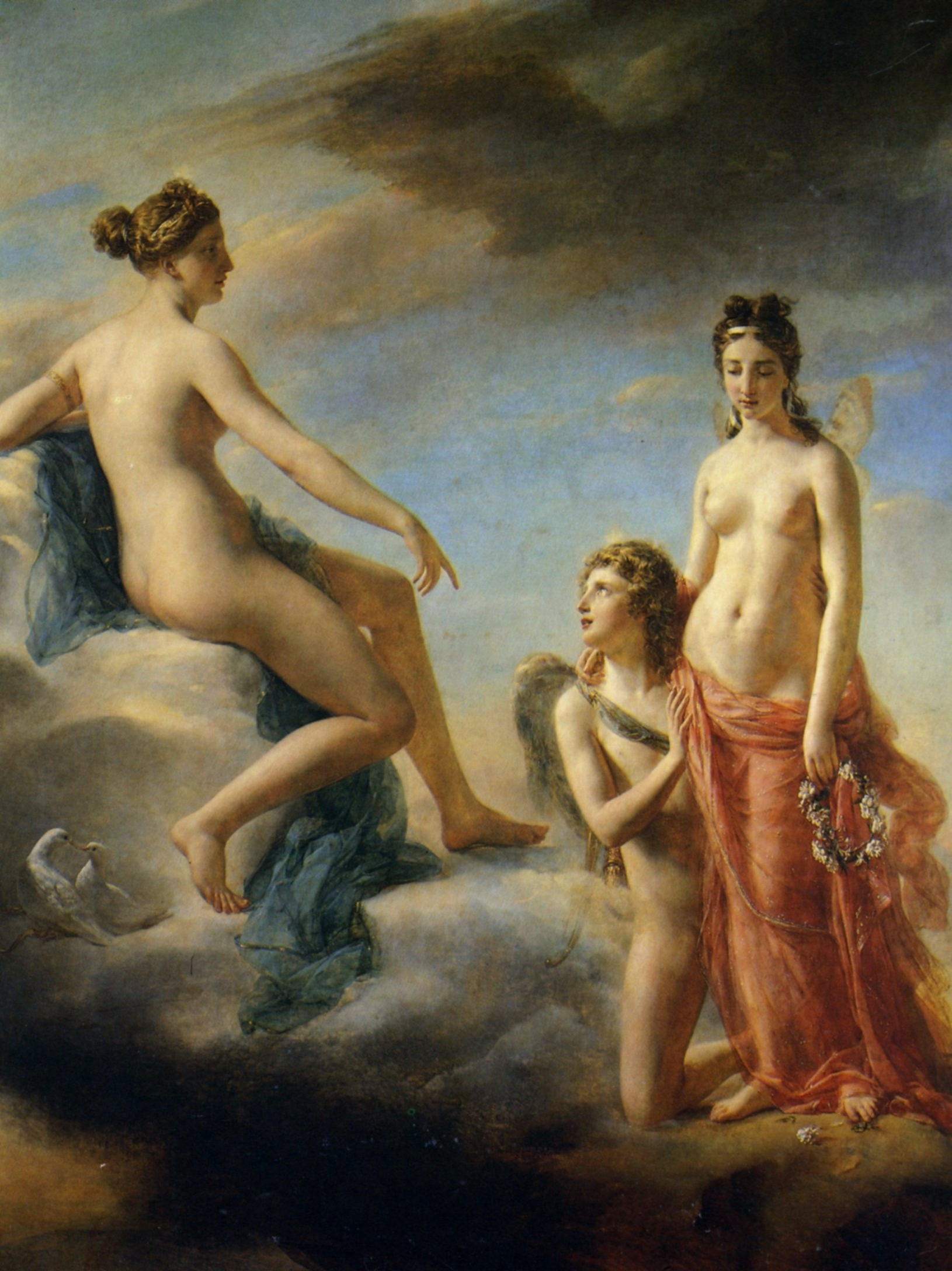
L'Amour suppliant Vénus de pardonner à Psyché 1827 Georges Rouget

Peinture hollandaise
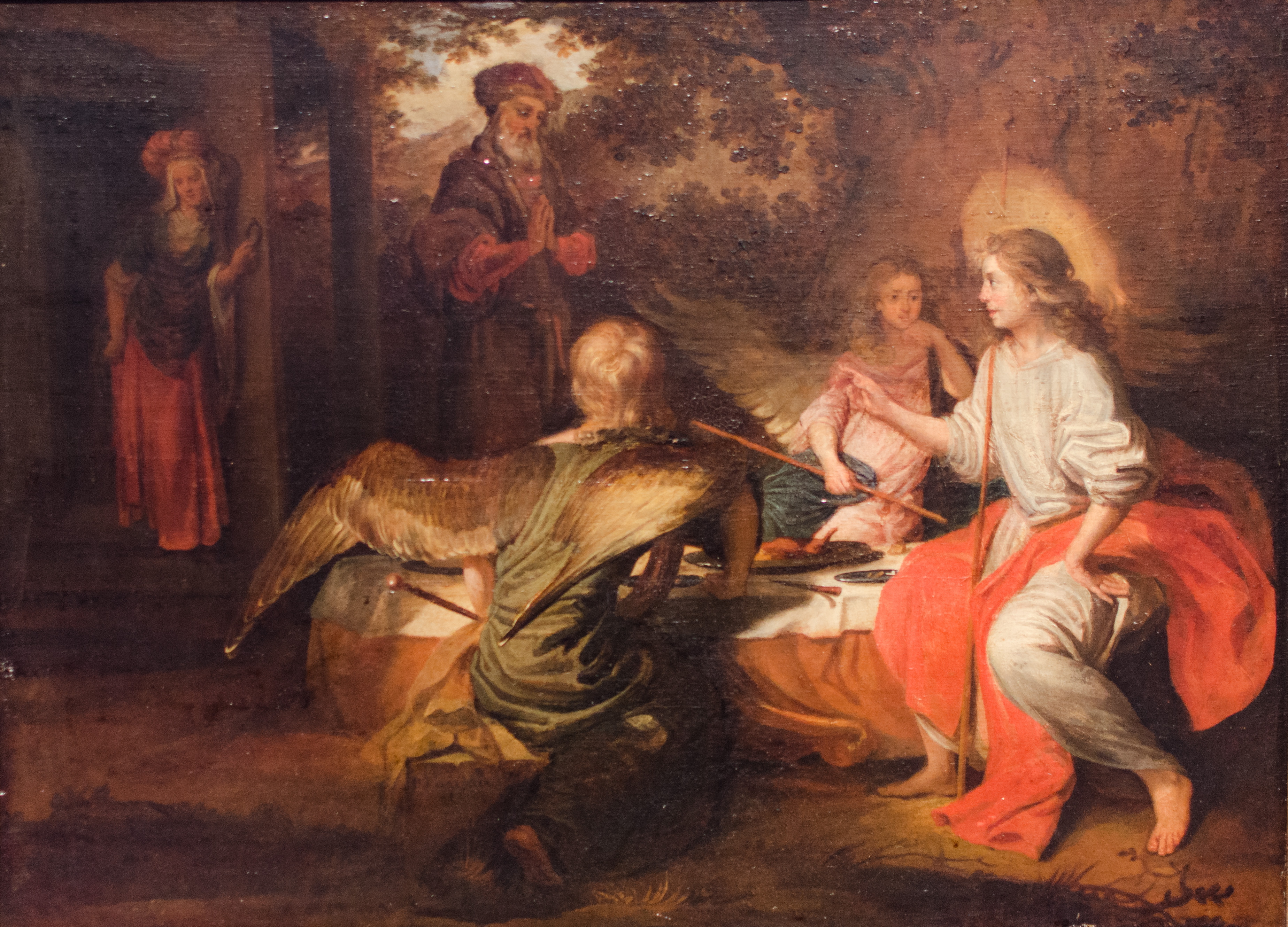
Les trois anges chez Abraham 1664 Barent Fabritius
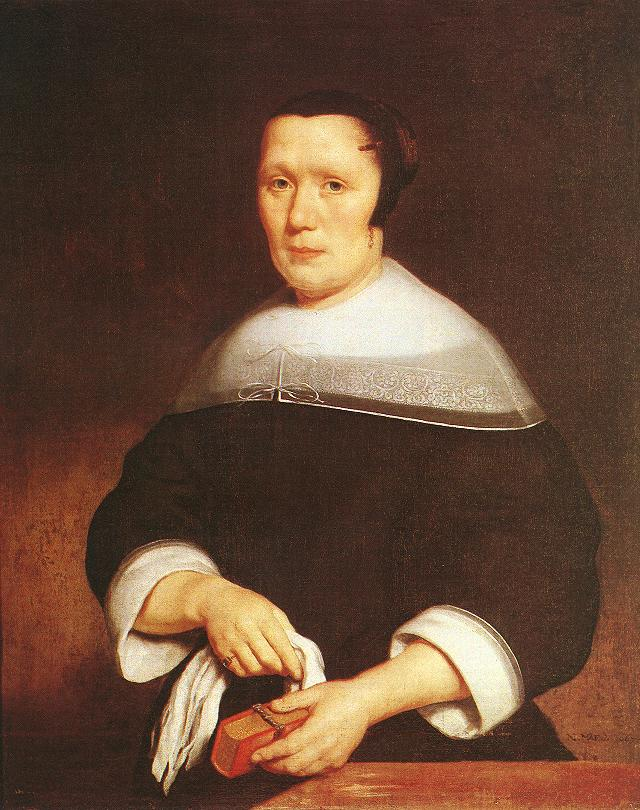
Portrait d'une femme 1667 Nicolas Maes

Peinture flamande
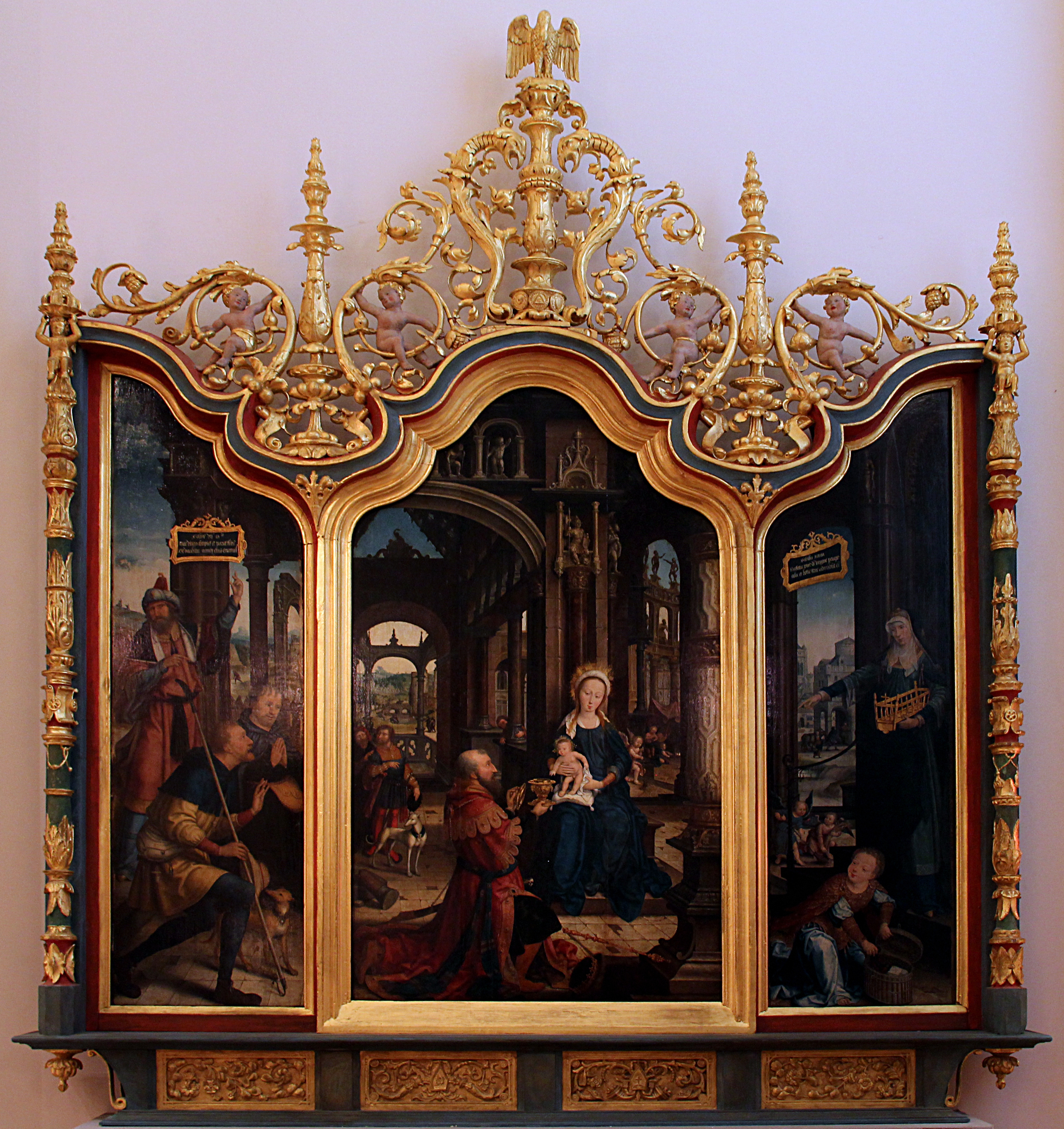
L'Adoration de l'Enfant Jésus vers 1528 Jehan Bellegambe
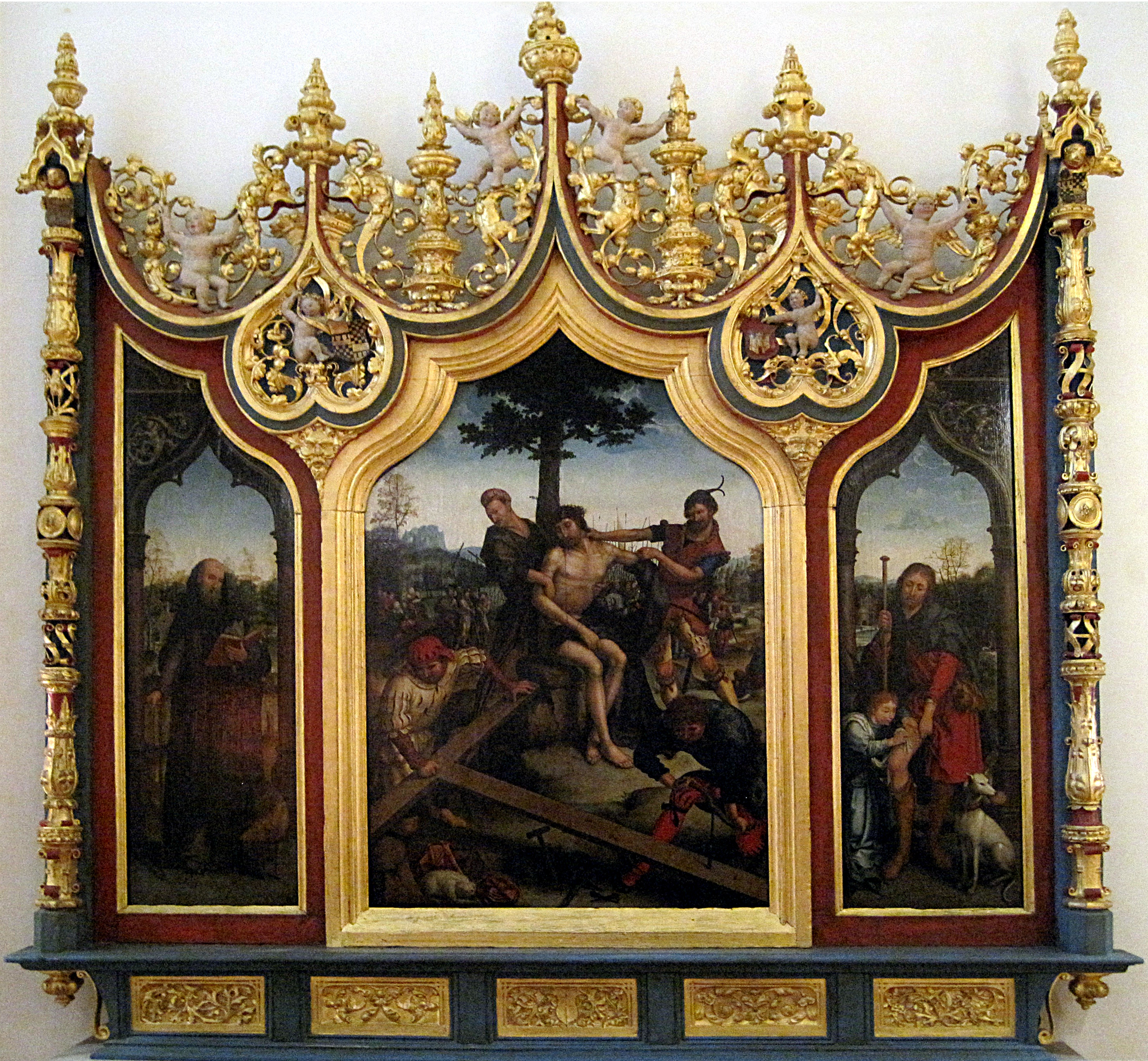
Le Christ aux Bourreaux entre 1530 et 1540 Jehan Bellegambe
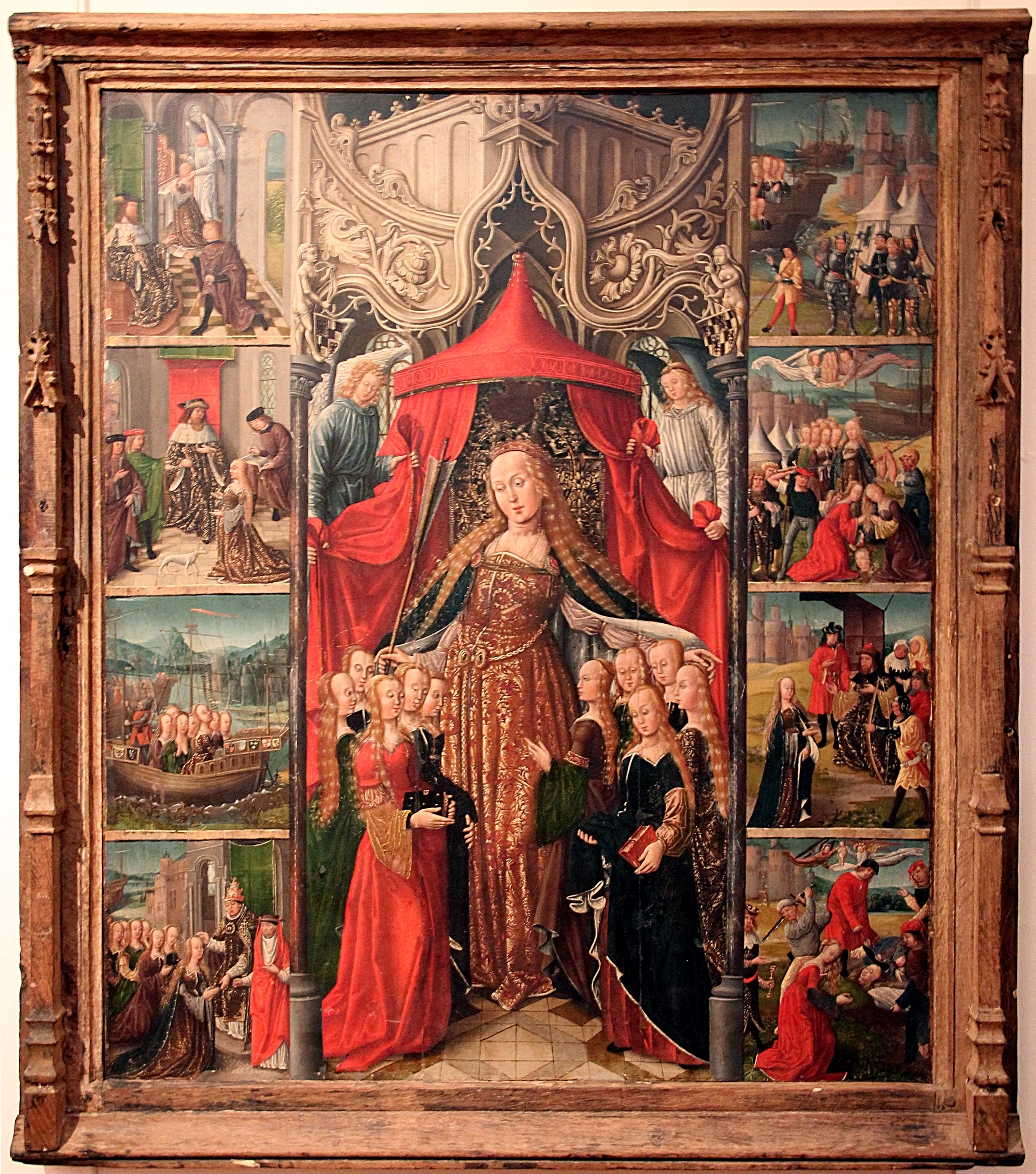
Légende de sainte Ursule et les onze mille Vierges fin du XVe ou début du XVIe siècle Auteur inconnu
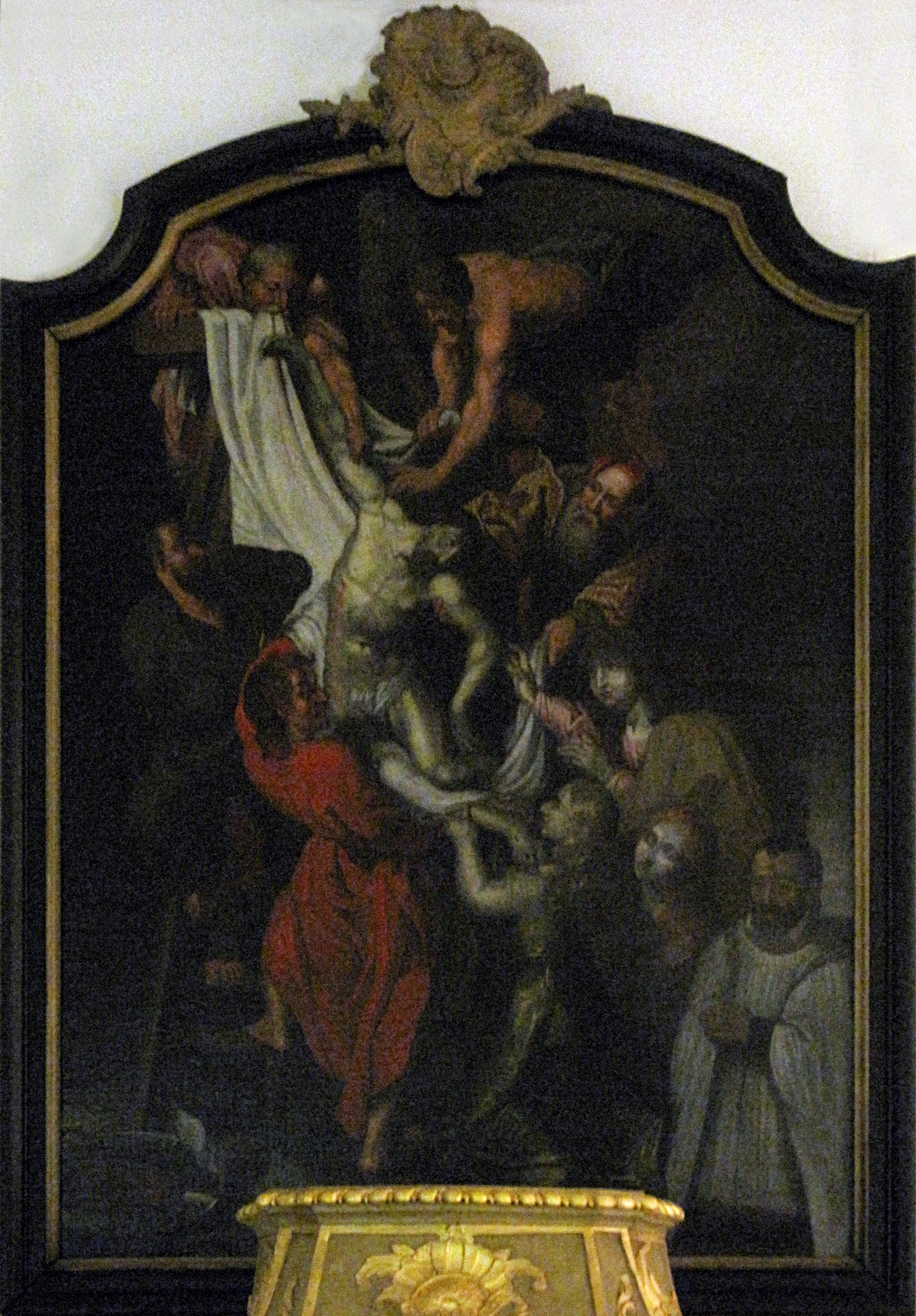
La Descente de croix Début du XVIIe siècle Pierre Paul Rubens

Œuvres paysagistes
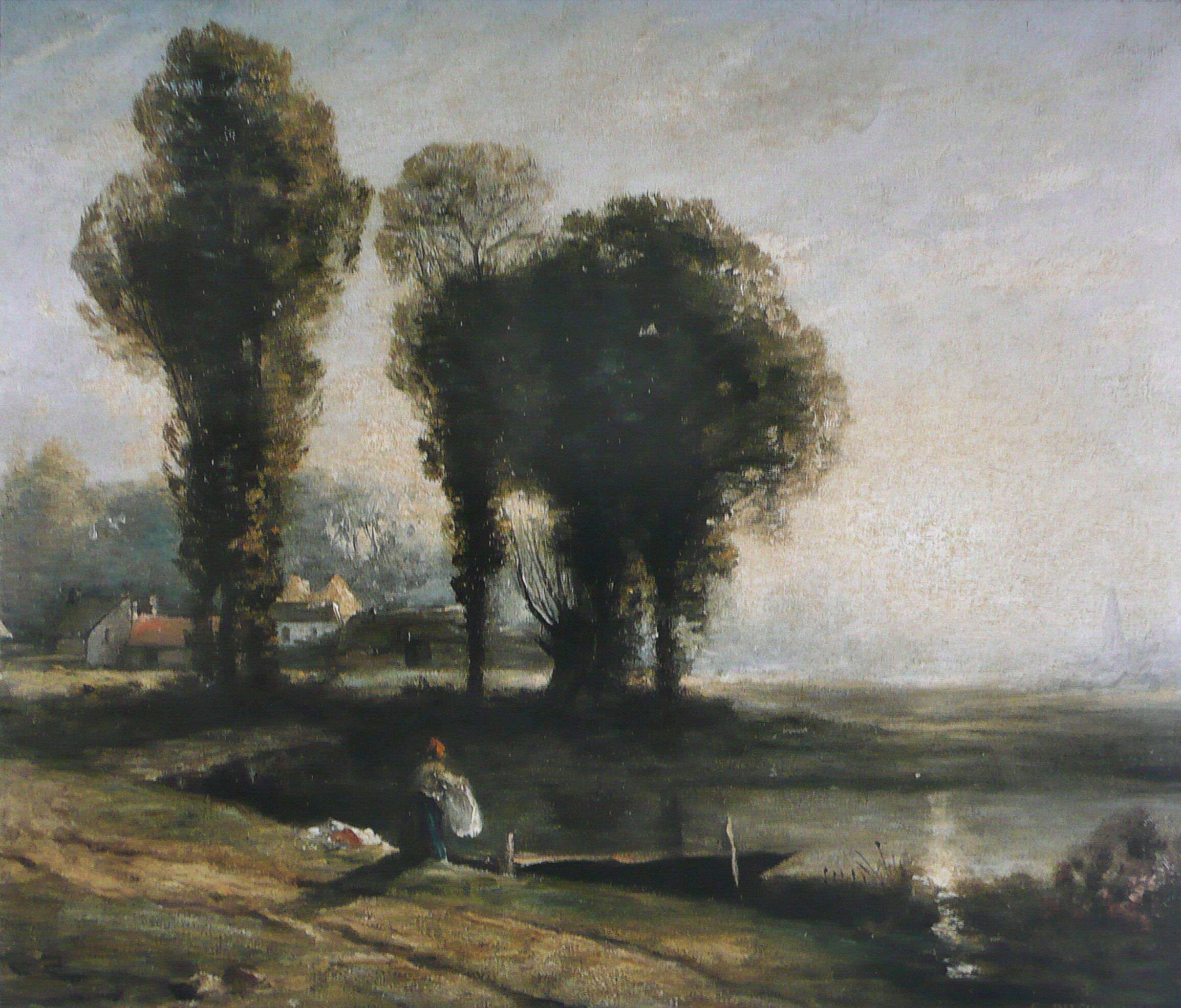
Bord de Scarpe, 1860 Constant Dutilleux.
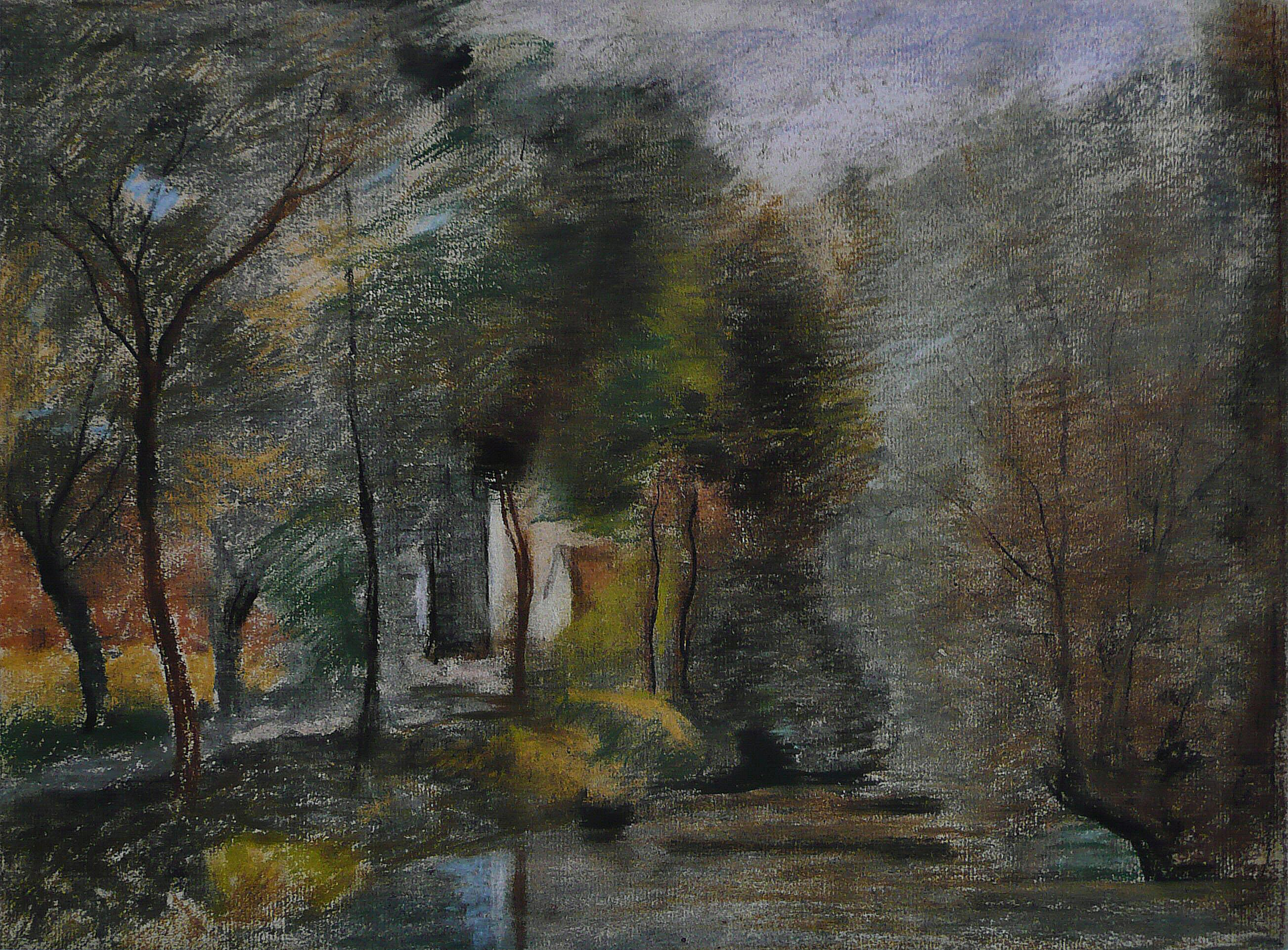
Paysage à Lambres, 1865 Constant Dutilleux.
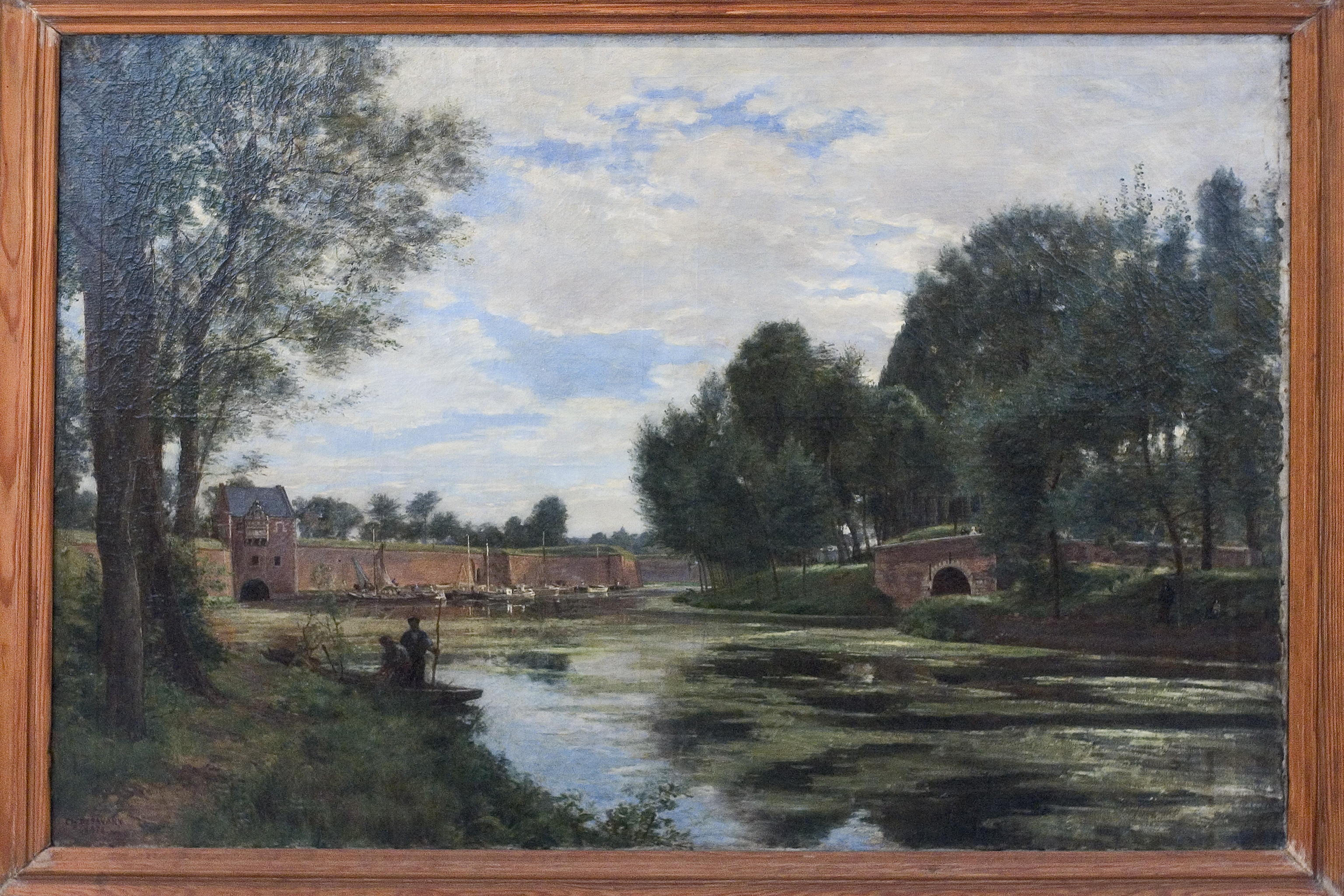
La Porte d'eau et le pont de grès à Arras Charles Desavary.
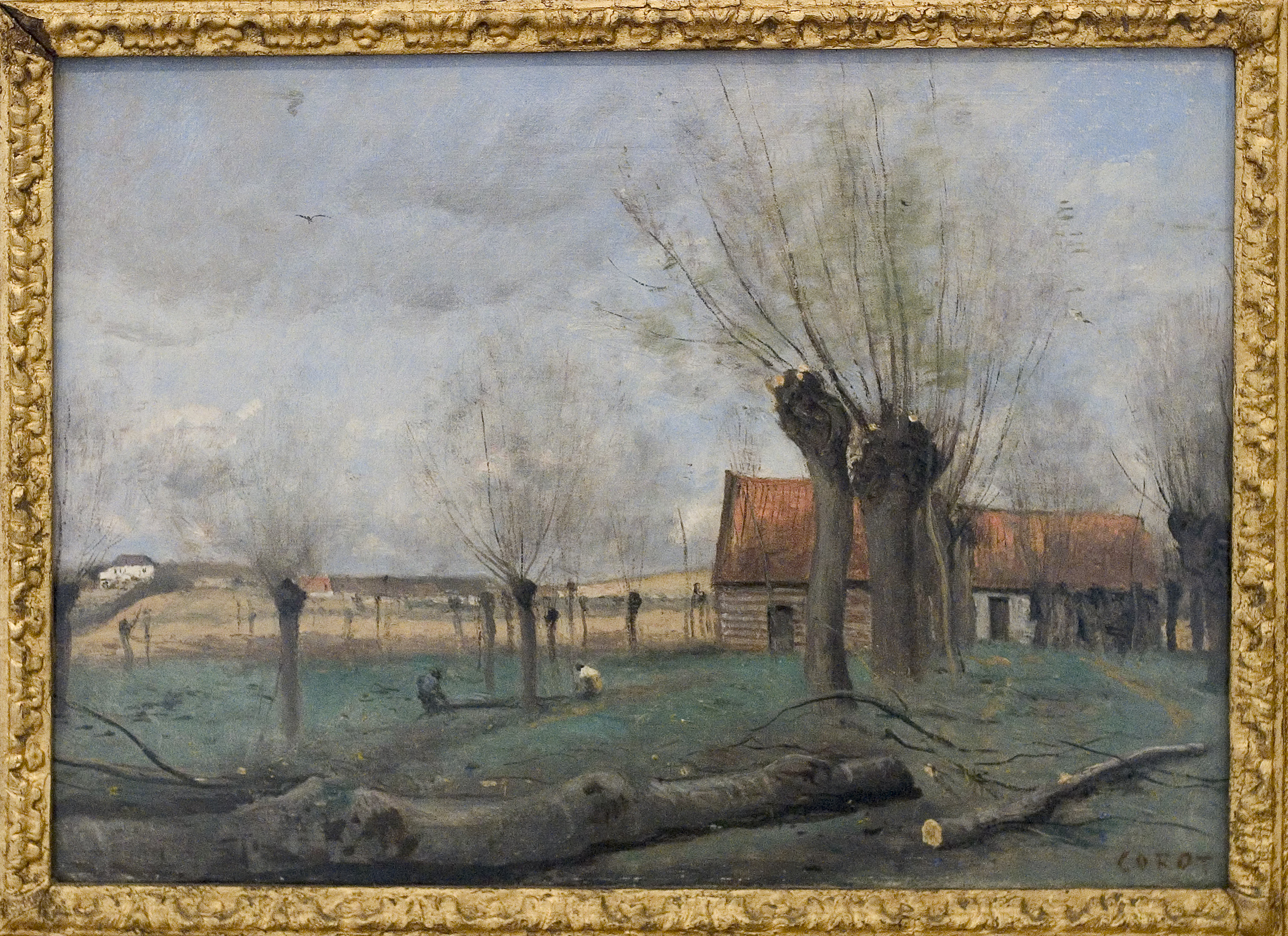
La Saulaie à Sainte Catherine lès Arras Camille Corot.

La série de peintures de Giovanni Baglione représentant Les Neuf Muses fut peinte en 1621-1623, initialement pour Ferdinand de Gonzague, duc de Mantoue, qui l'offrit à Marie de Médicis pour obtenir une faveur. Cette série se trouve aujourd'hui au musée d'Arras, à l'exception du tableau de Melpomène, muse de la Tragédie, aujourd'hui disparu,.

Les Muses de Giovanni Baglione
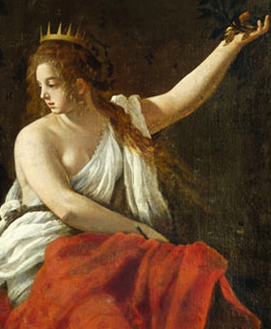
Calliope, muse de l'Éloquence
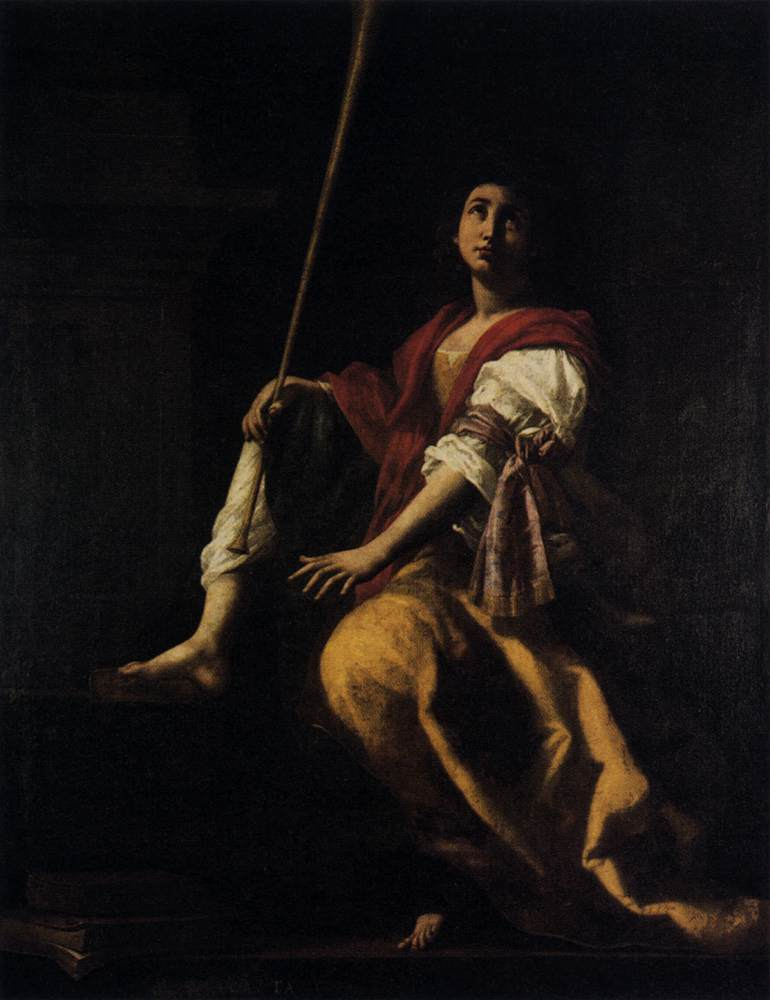
Clio, muse de l'Histoire
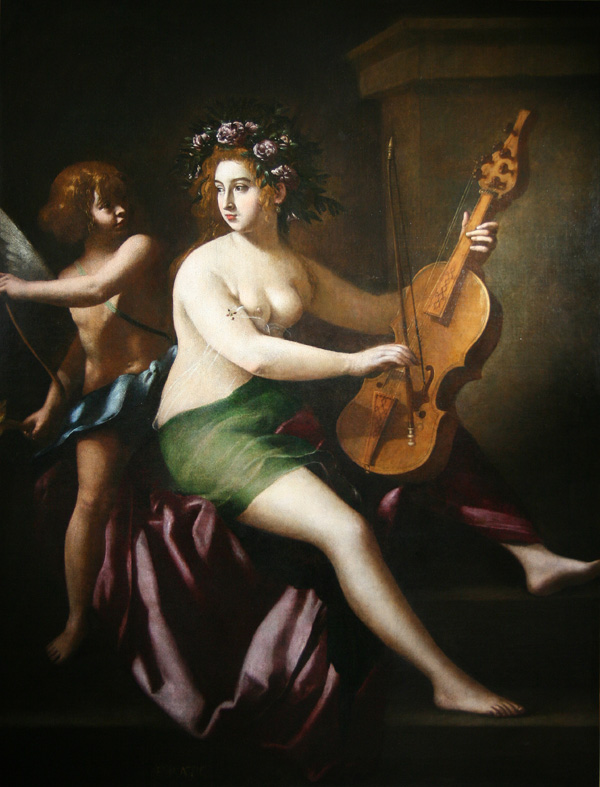
Erato, muse de l'Élégie
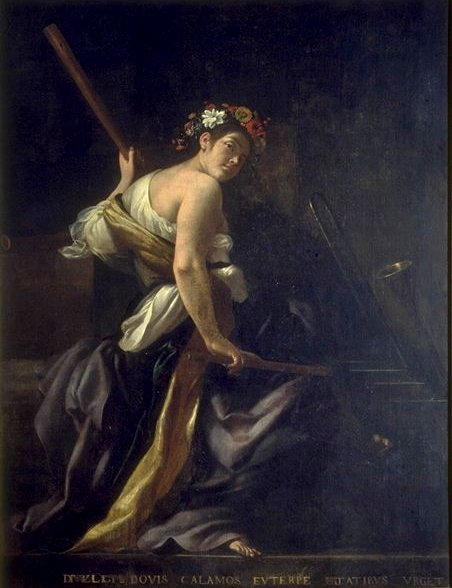
Euterpe, muse de la Musique
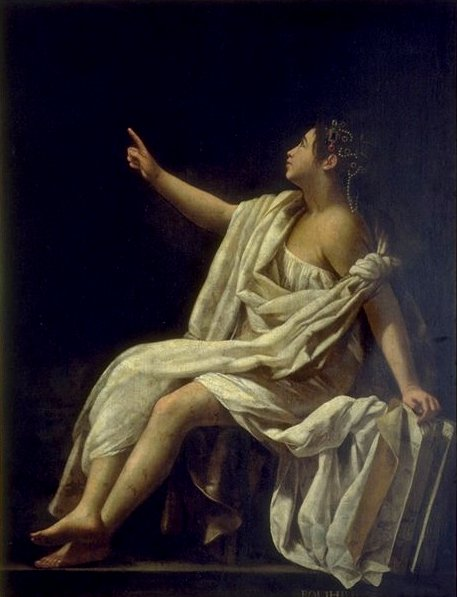
Polymnie, muse de la Poésie lyrique
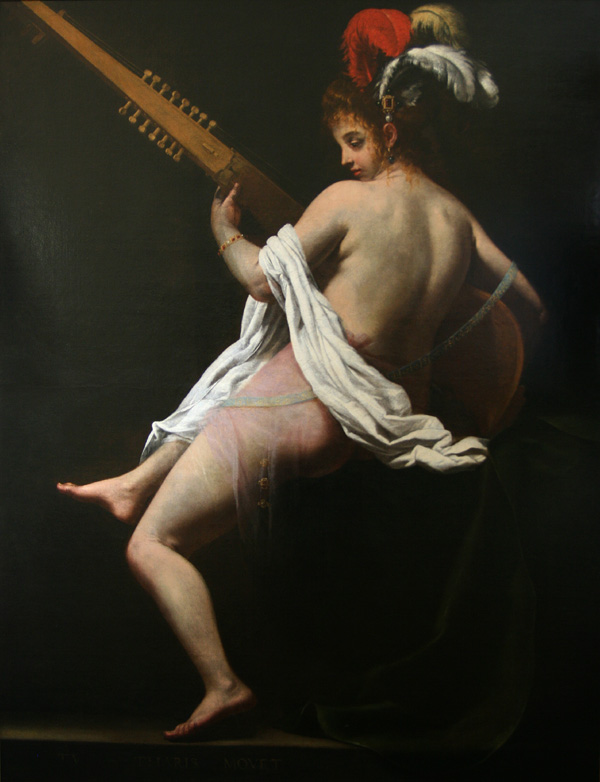
Terpsichore, muse de la Danse
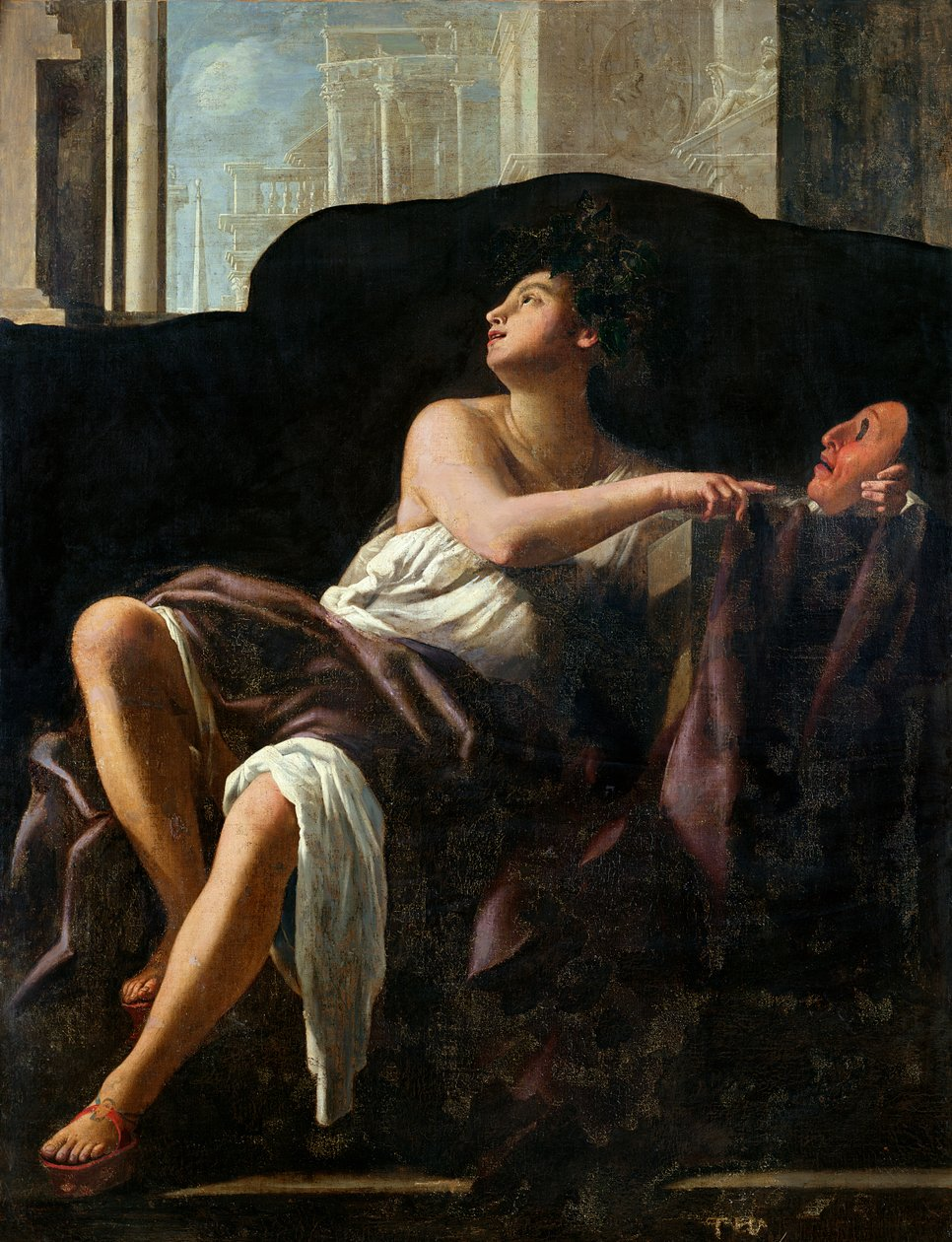
Thalie, muse de la Comédie
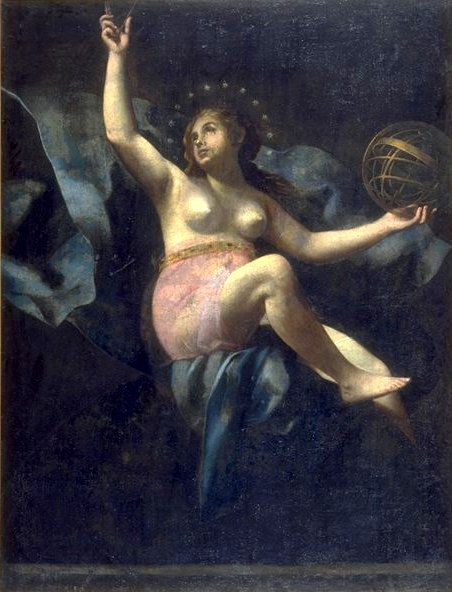
Uranie, muse de l'Astronomie

Le musée possède également quatorze Mays provenant de la cathédrale Notre-Dame de Paris. Il s'agit de peintures de grands formats commandés par la confrérie des orfèvres et offert à la cathédrale Notre-Dame de Paris en hommage à la Vierge Marie chaque année au mois de mai de 1630 à 1707. Ces œuvres sont exécutées par les plus grands peintres d'Histoire français, et représentent généralement les Actes des Apôtres ou des scènes de la vie du Christ. Après leur conception, les Mays sont exposés dans la cathédrale Notre-Dame de Paris. Toutefois, ils sont retirés lors de la Révolution française. Plusieurs sont par la suite entrés dans les collections du musée du Louvre en 1794. En 1938, quatorze d'entre eux sont placés en dépôt par le musée du Louvre au musée des Beaux-Arts d'Arras. Aujourd'hui, seulement sept sont exposés.
- Saint Paul et saint Barnabé à Lystre, Michel Corneille l'Ancien (May de 1644)
- Le miracle de saint Paul à Éphèse, Louis Boullogne le père (May de 1646)
- Le martyre de saint Simon, Louis Boullogne le père (May de 1648)
- Saint Pierre ressuscitant la veuve Tabitha, Louis Testelin (May de 1652)
- Le ravissement de saint Philippe, Thomas Blanchet (May de 1663)
- La vocation de saint Pierre et saint André, Michel Corneille le Jeune (May de 1672)
- Le Christ guérissant le paralytique à la piscine de Bezatha, Bon Boullogne (May de 1678)
- Le centurion aux pieds du Christ, Louis de Boullogne le jeune (May de 1685)
- Jésus chassant les marchands du Temple, Claude Guy Hallé (May de 1686)
- Le Christ ressuscitant la fille de Jaïre, Guy Louis Vernansal (May de 1688)
- La Prédication de saint Jean-Baptiste, Joseph Parrocel (May de 1693)
- Saint Pierre guérissant le paralytique à la porte du temple, Louis de Silvestre (May de 1703)
- Le Christ dans la maison de Marthe et Marie, Claude Simpol (May de 1704)
- La guérison de l'hémorroïsse, Pierre-Jacques Cazes (May de 1706)

Les Mays de Notre-Dame (1630-1707)
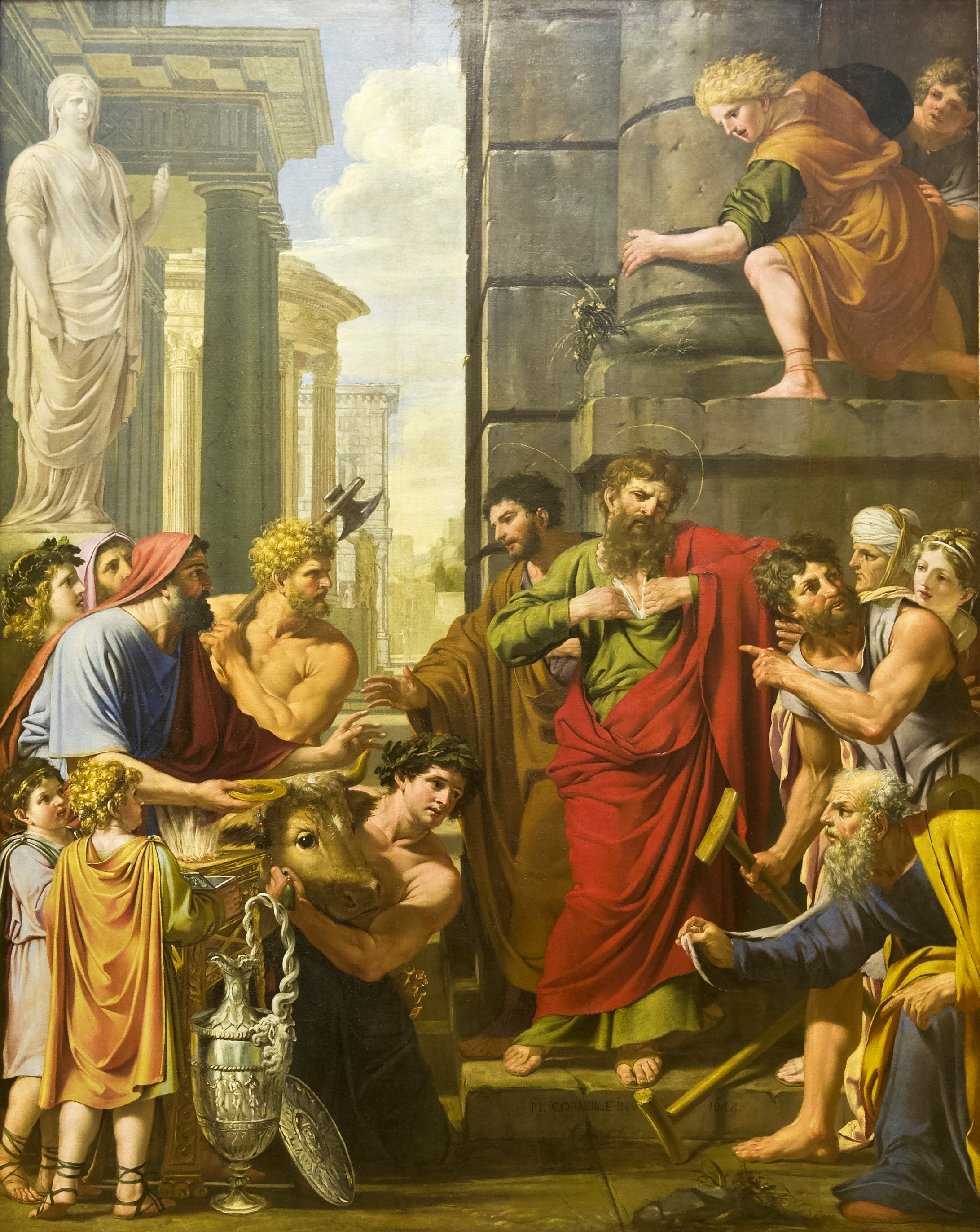
Saint Paul et saint Barnabé à Lystre, Michel Corneille l'Ancien (1644).
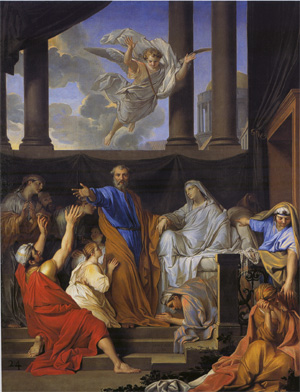
Saint Pierre ressuscitant la veuve Tabitha, Louis Testelin (1652).
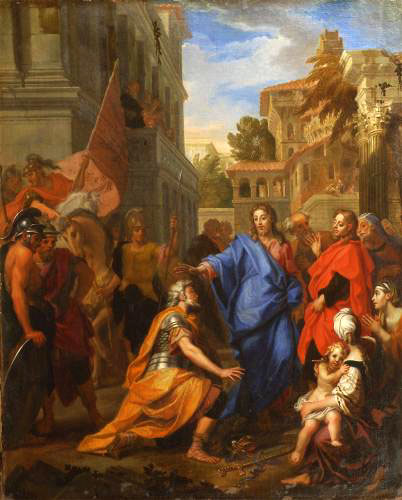
Le centurion aux pieds du Christ, Louis de Boullogne (1685).
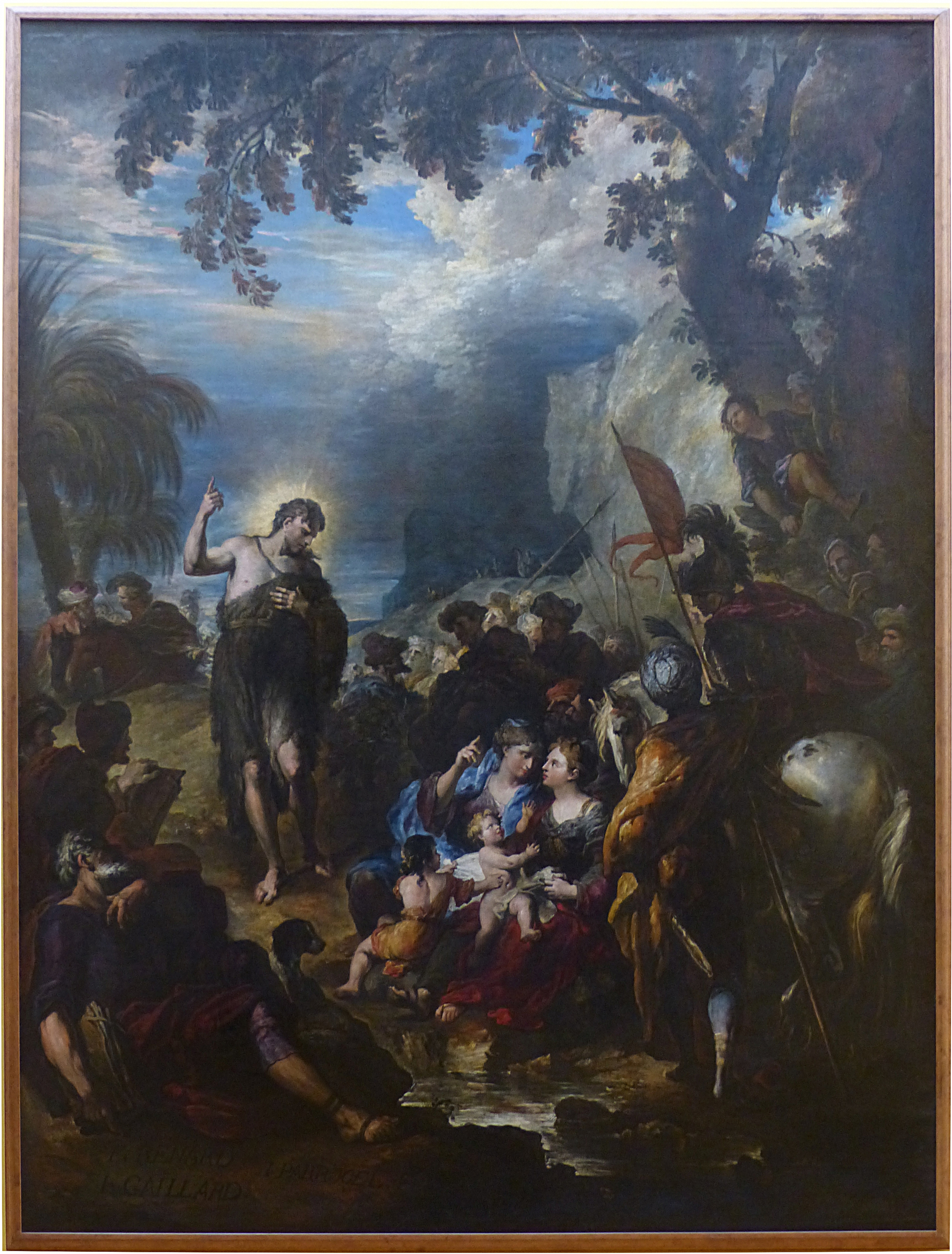
La Prédication de saint Jean-Baptiste, Joseph Parrocel (1693).
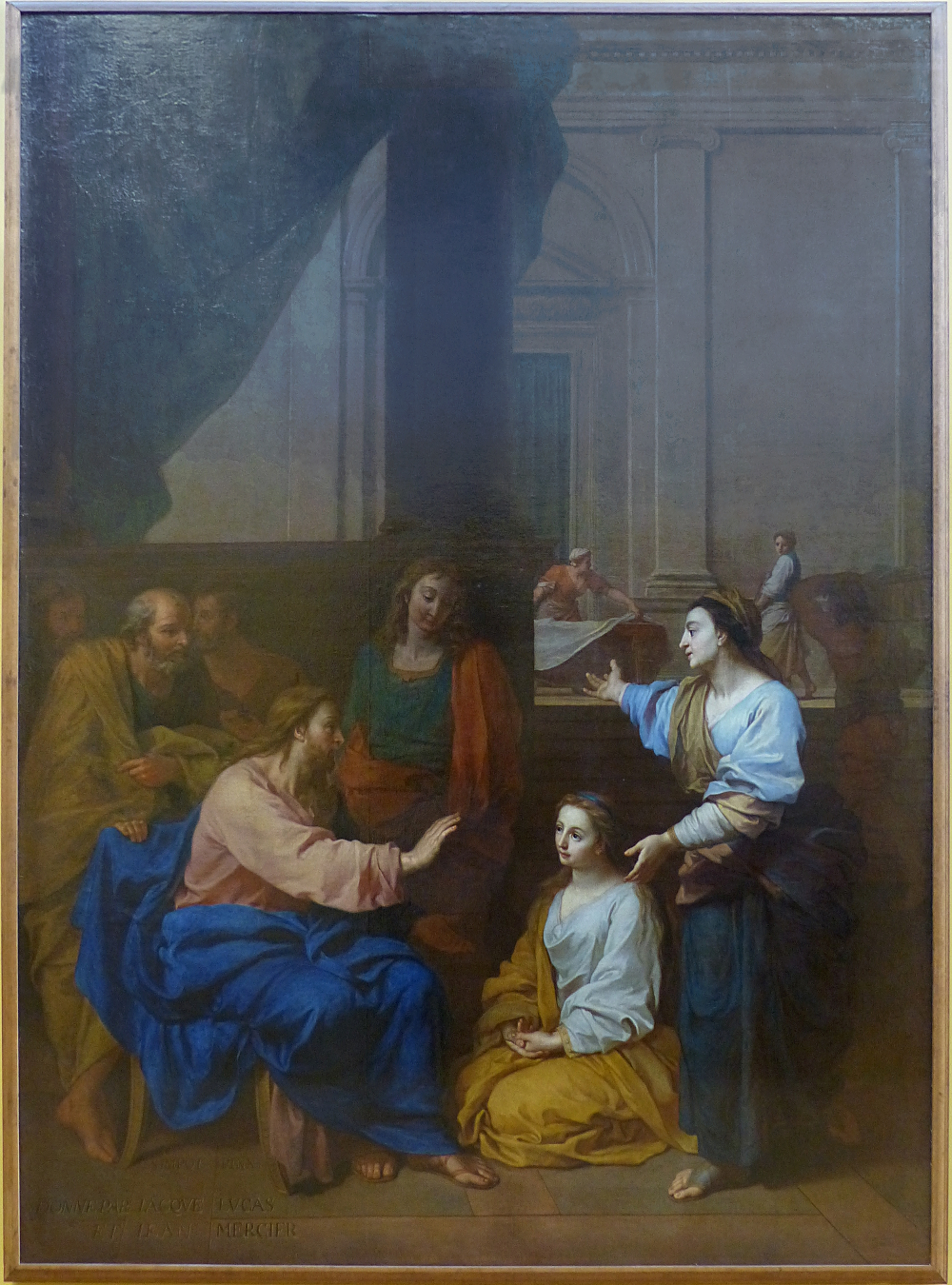
Le Christ dans la maison de Marthe et Marie, Claude Simpol (1704).

### Sculptures
- La Famille, d'Émile Joseph Nestor Carlier, (1849-1928)
- Enfant courant, de Jean-Baptiste d'Huez (1729-1773)
- De Louis-Victor Bougron, le musée conserve les statues en plâtre Fénelon (1651-1715), archevêque de Cambrai et Frédégonde.

### Objets d'art
Dans la collection des objets d'arts il faut remarquer particulièrement :

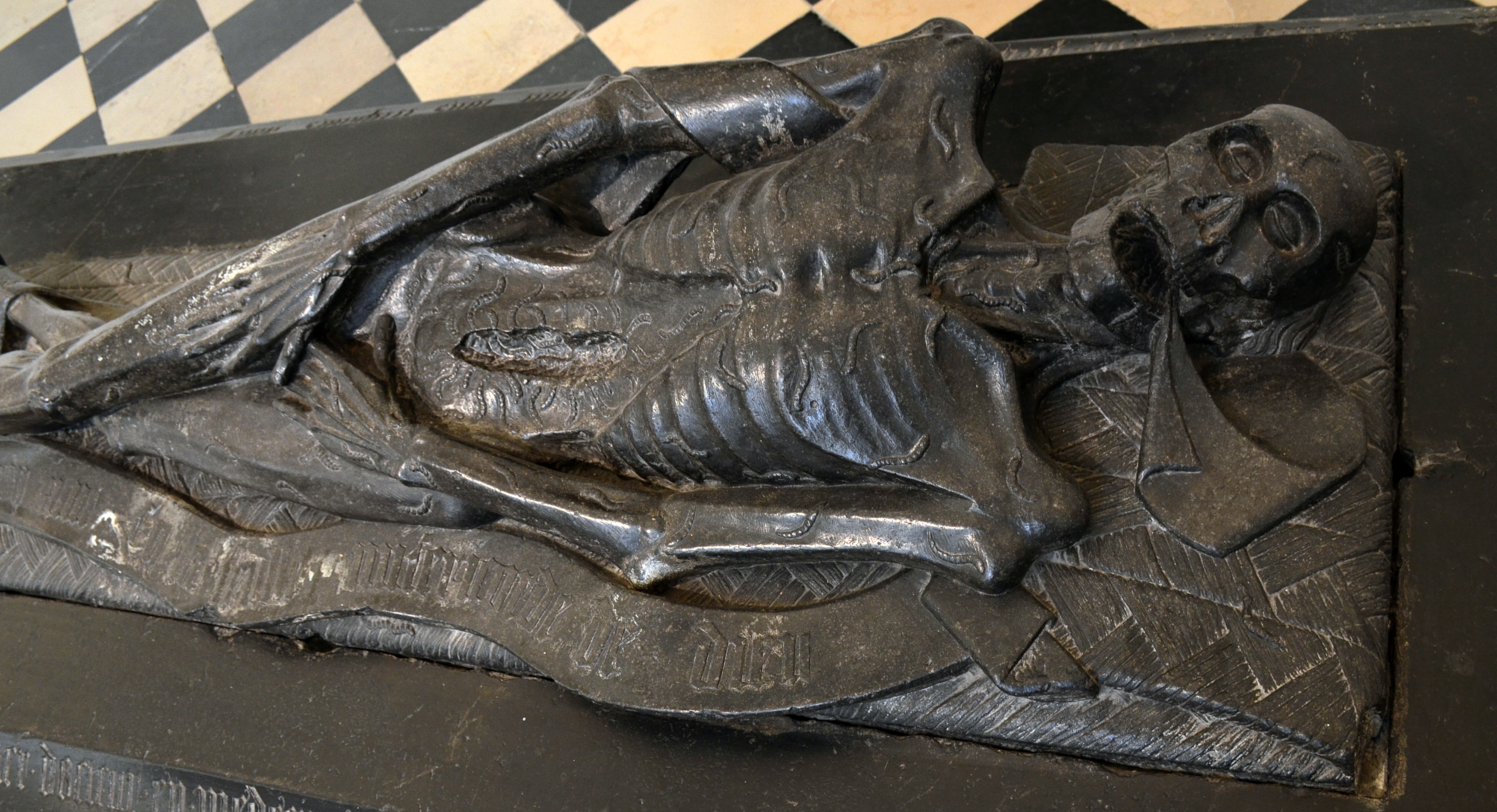
Transi de Guillaume Lefranchois.

- Les anges d'Humbert et les anges de Saudemont, qui datent de 1260-1270, ont une hauteur de 1,30 m et sont classés monuments historiques depuis le 29 novembre 1958. Dorés à l'or mat et brillant pour ceux de Saudemont, ce sont de beaux exemples de la qualité de la sculpture médiévale du nord de la France. Les originaux se trouvent au musée, tandis que des copies sont exposées respectivement dans l'église d'Humbert et dans l'une des chapelles de Saudemont.
- Un masque mortuaire médiéval.
- Le transi de Guillaume Lefranchois, médecin et chanoine de Béthune, date de 1446. En pierre noire, il provient de l'église Saint-Barthélémy de Béthune.

Les anges d'Humbert et le masque mortuaire
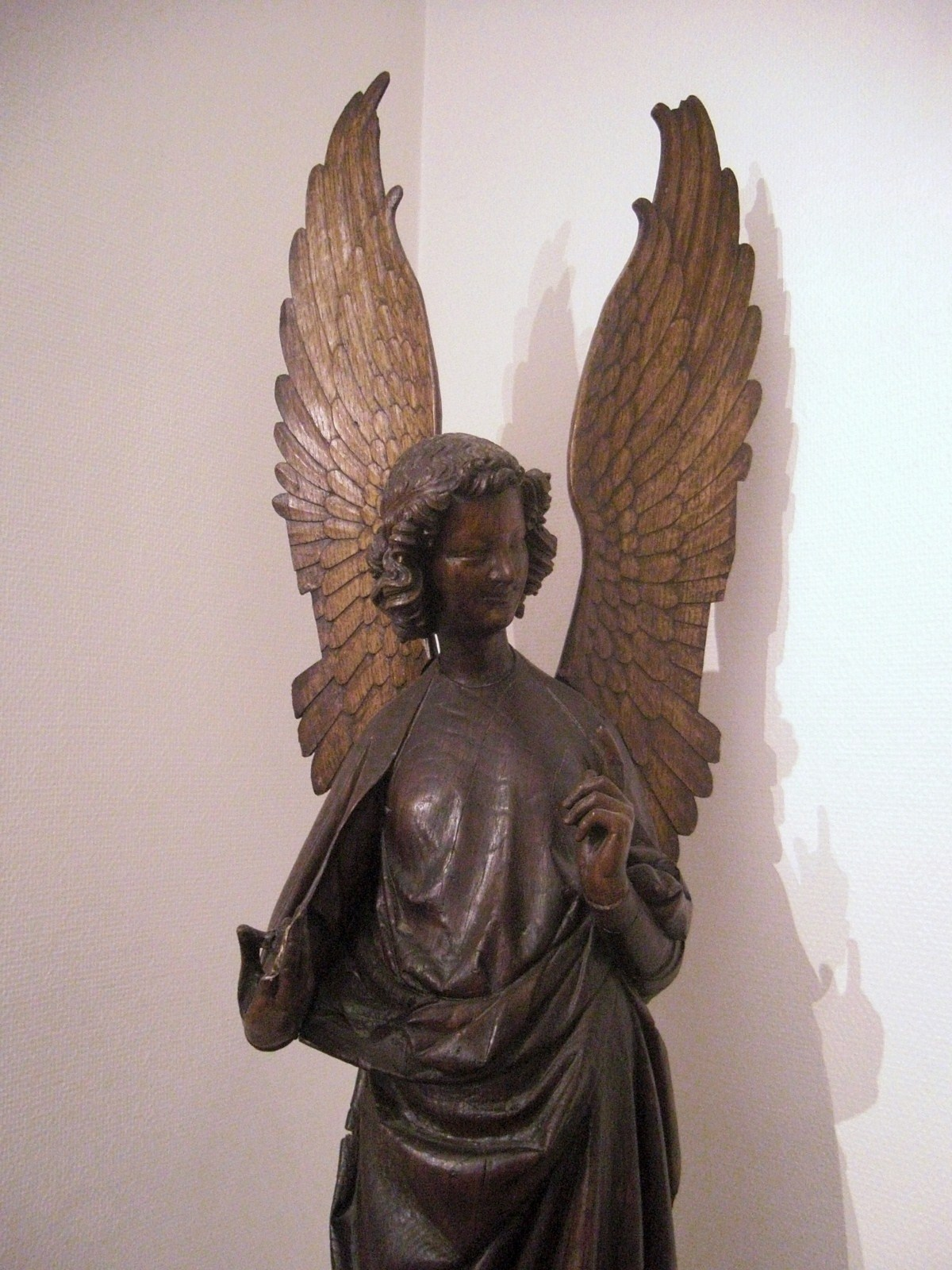
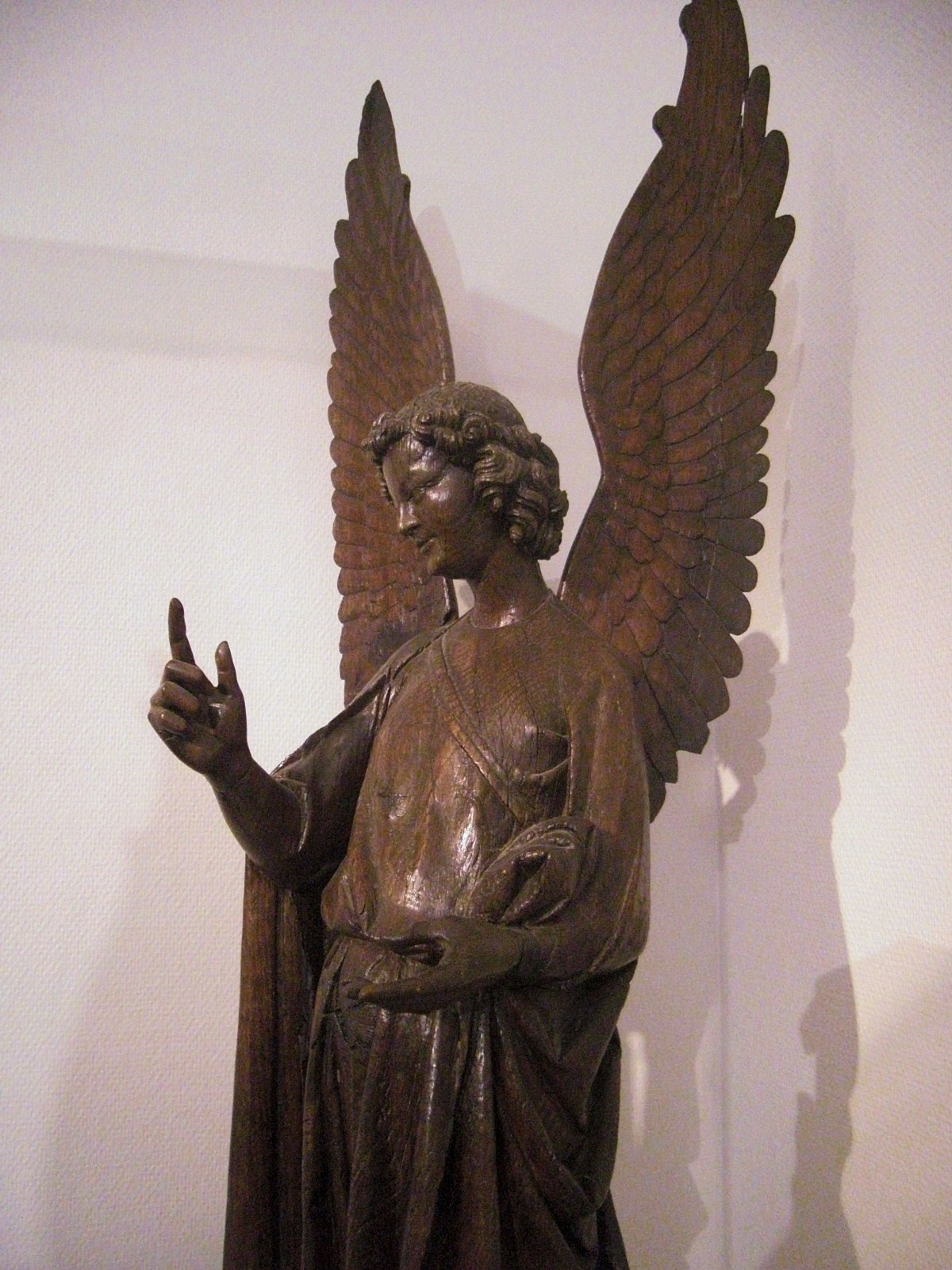
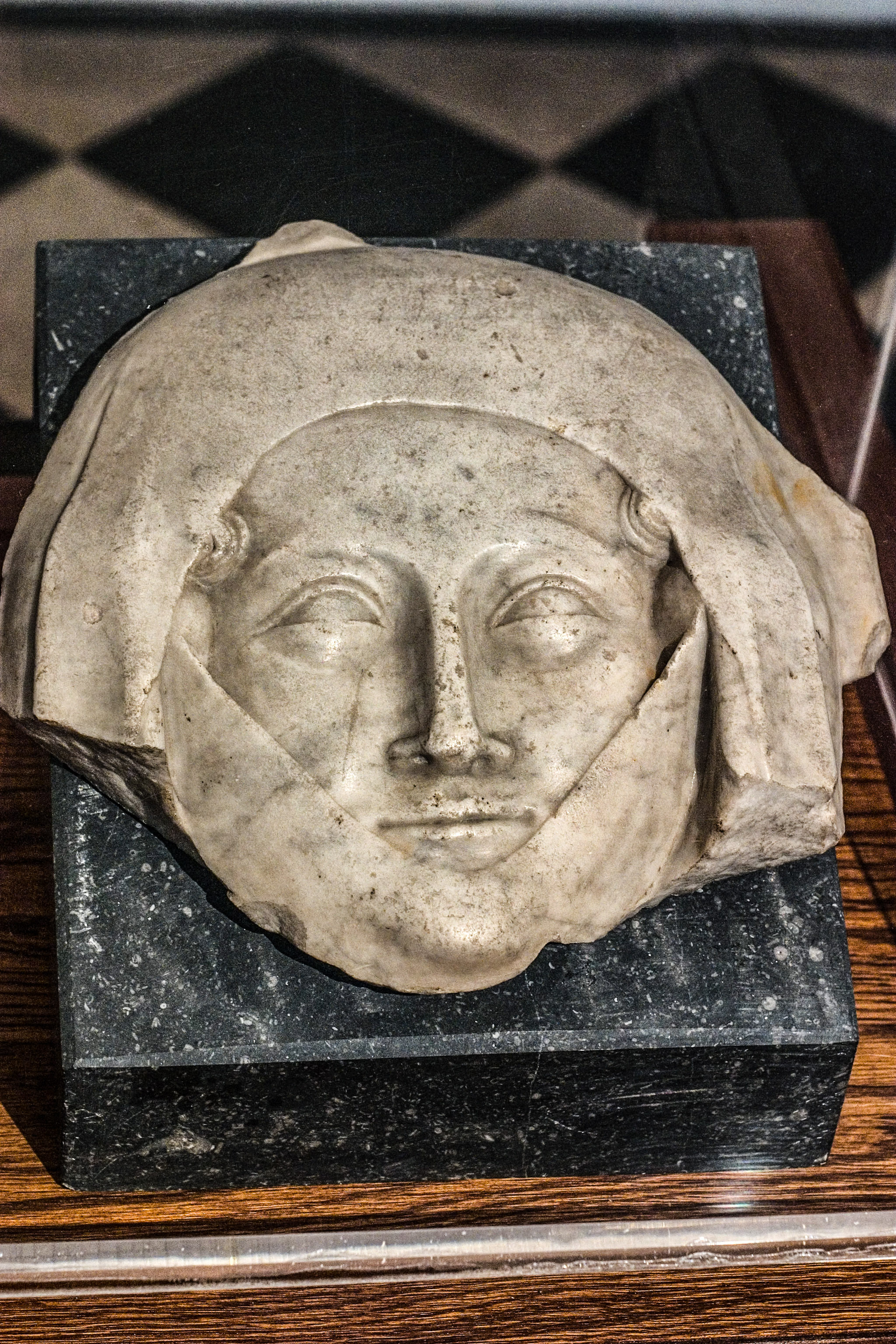

### Numismatique
Le musée conserve dans ses collections plusieurs monnaies romaines issus du trésor d'Arras découvert en 1922, qui ne sont cependant pas exposées. 

## Fréquentation
Chiffres de fréquentation du musée 2001-2021
| Année | Entrées gratuites | Entrées payantes | Total   |
| ----- | ----------------- | ---------------- | ------- |
| 2001  | 9 692             | 20 941           | 30 633  |
| 2002  | 18 484            | 23 842           | 42 326  |
| 2003  | 0                 | 36 415           | 36 415  |
| 2004  | 29 457            | 23 010           | 52 467  |
| 2005  | 18 530            | 11 003           | 29 533  |
| 2006  | 18 567            | 9 698            | 28 265  |
| 2007  | 19 184            | 9 144            | 28 328  |
| 2008  | 21 026            | 8 612            | 29 638  |
| 2009  | 30 139            | 42 002           | 72 141  |
| 2010  | 22 169            | 10 304           | 32 473  |
| 2011  | 15 392            | 11 084           | 26 476  |
| 2012  | 84 146            | 89 903           | 174 049 |
| 2013  | 81 097            | 56 170           | 137 267 |
| 2014  | 30 725            | 23 687           | 54 412  |
| 2015  | 0                 | 76 982           | 76 982  |
| 2016  | 25 065            | 13 497           | 38 562  |
| 2017  | 49 370            | 26 000           | 75 370  |
| 2018  | 27 467            | 50 902           | 78 369  |
| 2019  | 40 860            | 4 041            | 44 901  |
| 2020  | 11 569            | 236              | 11 805  |
| 2021  | 14 234            | 293              | 14 527  |

## Partenariat
Dans le cadre d'un partenariat de 10 ans entre l’Établissement public du château de Versailles, le conseil régional du Nord-Pas-de-Calais et la ville d’Arras, le 27 septembre 2014 est présentée l'exposition « Le Château de Versailles en 100 chefs-d’œuvre : Arras vous fait la cour ». L'opération programmée jusqu'au 20 mars 2016 permet de voir reconstituée une partie de la Cour du Roi Soleil.

## Résidences d'artistes
Chaque année, en partenariat avec l’association « L'Être Lieu », le musée accueille en résidence un artiste pendant plusieurs mois.

## Expositions temporaires
Le musée des Beaux-Arts propose aussi des expositions temporaires. Par exemple :
- 2009 : Napoléon et l'Égypte[12].
- 2017 : Claude Cattelain, À bout de bras[13].
- 2017-2018 : Napoléon. Images de la légende[14],[15].
- 2019 : À cœur battant, exposition de Sabrina Vitali, installation dans le cloître inspirée par le tableau La Mort des enfants de Béthel de Laurent de La Hyre visible dans la collection permanente.
- 2021 : exposition sur l'artiste Marguerite Burnat-Provins[16].